# Maison-Blanche
Pour les articles homonymes, voir Maison-Blanche (homonymie).
La Maison-Blanche (en anglais : The White House) est la résidence officielle et le bureau du président des États-Unis. Elle se situe au 1600, Pennsylvania Avenue NW à Washington, D.C. Le bâtiment en grès d'Aquia Creek et peint en blanc, construit entre 1792 et 1800, s'inspire de l'architecture georgienne. Il est le lieu de résidence, de travail et de réception de tous les présidents américains depuis John Adams, deuxième président des États-Unis, qui y entre en 1800. 
L'expression « Maison-Blanche » est souvent employée pour désigner, par métonymie, l'administration du président. Elle est le symbole du pouvoir exécutif et de la puissance politique américaine. Son actuel résident est Donald Trump, 47e président des États-Unis.
De son inauguration en 1800 à l'année 1942, la demeure subit de nombreuses modifications : des reconstructions à la suite d'incendies (1814 et 1929), de réaménagements fonctionnels par les présidents successifs ou d'extensions avec notamment la construction de l'aile ouest en 1901 et de l'aile est en 1942. À partir de cette date, si l'on excepte la modernisation des installations et la construction de quelques aménagements de sécurité ou de loisir (piscine, terrain de golf et jardins notamment), l'aspect de la Maison-Blanche n'évolue pratiquement plus. Son emprise au sol s'agrandit avec le temps avec l'adjonction, au sud, de jardins situés dans un espace autrefois public. Aujourd'hui, le complexe de la Maison-Blanche comprend la résidence présidentielle (Executive Residence, le bâtiment central historique dans lequel la famille présidentielle réside et où se tiennent un certain nombre de réceptions officielles et quelques réunions), l'aile Ouest (où se trouvent les bureaux de l'administration présidentielle, dont le Bureau ovale, la Cabinet Room et la Roosevelt Room) et l'aile Est (où se trouvent le bureau de la First Lady et le secrétariat social de la Maison-Blanche), ainsi que le Old Executive Office Building, grand bâtiment situé juste en face de l'aile Ouest et qui abrite des bureaux de l'administration présidentielle et le bureau du vice-président des États-Unis. Le complexe inclut également un jardin au nord donnant sur Pennsylvania Avenue et un parc au sud sur lequel se pose l'hélicoptère présidentiel Marine One.
La Maison-Blanche et ses jardins font partie d'un plus grand ensemble, le parc du Président (President's Park) qui comprend aussi le Lafayette Square au nord, de l'autre côté de Pennsylvania Avenue, et l'Ellipse au sud. Ces deux espaces, ouverts au public, sont gérés par le National Park Service.

## Histoire

### Premières résidences officielles

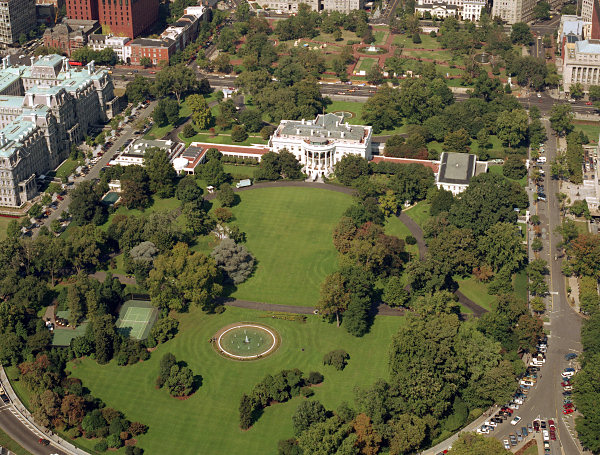
Vue générale de la Maison-Blanche avec la résidence exécutive au centre face à la pelouse sud, l'aile Ouest à gauche (avec le bureau ovale au toit blanc de la même forme) et l'aile Est à droite, toutes deux reliées par des colonnades (toiture rouge) au bâtiment principal. Le Old Executive Office Building sur l'extrême gauche et le parc Lafayette en haut séparée du jardin nord de la Maison-Blanche par la Pennsylvania Avenue.

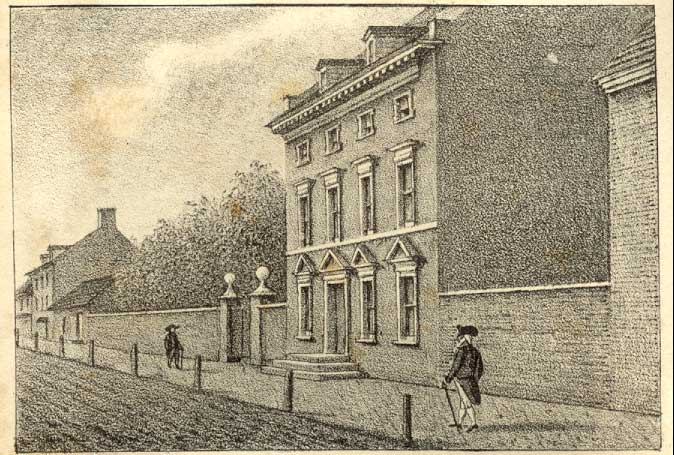
La première résidence officielle du président à Philadelphie.

Après son investiture en avril 1789, le président George Washington occupe deux hôtels particuliers à New York : le Samuel Osgood mansion au 3 Cherry Street (d'avril 1789 à février 1790) et l'Alexander Macomb mansion au 39-41 Broadway (de février à août 1790). Une loi fédérale datant de juillet 1790, le Residence Act, désigne la ville de Philadelphie comme capitale provisoire pour une période de dix ans. Ce délai correspond au temps nécessaire à la construction de la nouvelle capitale fédérale : Washington. La ville de Philadelphie loue alors l'hôtel particulier de Robert Morris, au 190 High Street (aujourd'hui le 524-30 Market Street), pour devenir la résidence officielle du président Washington. À la même époque, l'État de Pennsylvanie construit un palais présidentiel à quelques pâtés de maisons de là dans l'espoir que Philadelphie soit finalement désignée comme capitale fédérale permanente. George Washington occupe l'hôtel de Market Street de novembre 1790 à mars 1797, en y apportant des modifications qui influenceront le style de la future Maison-Blanche. Le président Adams décide également d'occuper cet hôtel après avoir refusé de s'installer au palais présidentiel (acheté in fine par l'université de Pennsylvanie).

### Concours architectural

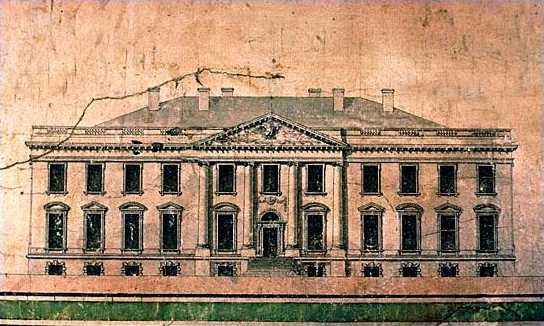
Projet proposé par James Hoban en 1793.

La nouvelle capitale de la jeune République est située sur un terrain cédé par les États de Virginie et du Maryland. Ces derniers transférèrent la propriété du terrain au gouvernement fédéral à la suite du compromis conclu avec le président George Washington. Le Congrès chargea les commissaires du District de Columbia de construire la nouvelle ville sous la direction du président. L'architecte de la Maison-Blanche fut choisi lors d'un concours qui opposa neuf propositions, dont une fut soumise anonymement par Thomas Jefferson. Le président Washington se rendit sur place le 16 juillet 1792 pour prendre sa décision, avec l'urbaniste Pierre Charles L'Enfant. Selon les registres, le passage en revue des différents projets et la sélection du finaliste furent très brefs. Le choix s'est porté sur le projet de James Hoban, un Irlandais de Charleston. La majorité des autres projets architecturaux étaient maladroits et naïfs. Washington n'était pas tout à fait satisfait par l'œuvre originale d'Hoban, car il trouvait que le bâtiment était trop petit, manquait d'ornements et ne serait pas digne d'un chef d'État. Sur ses recommandations, la maison fut agrandie de près de 30 % et il fut ajouté un grand hall de réception, l'actuelle East Room. La construction de cette dernière est probablement inspirée de la grande salle de réception de Mount Vernon.

### Influences architecturales

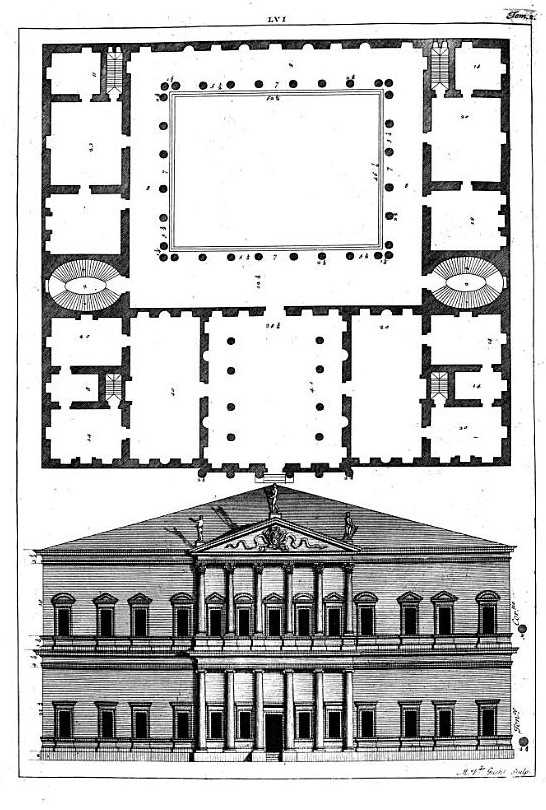
Dessin de Andrea Palladio - Projet pour Francesco et Lodovico de Trissini - Extrait du livre : I quattro libri dell'architettura - Publié en 1570

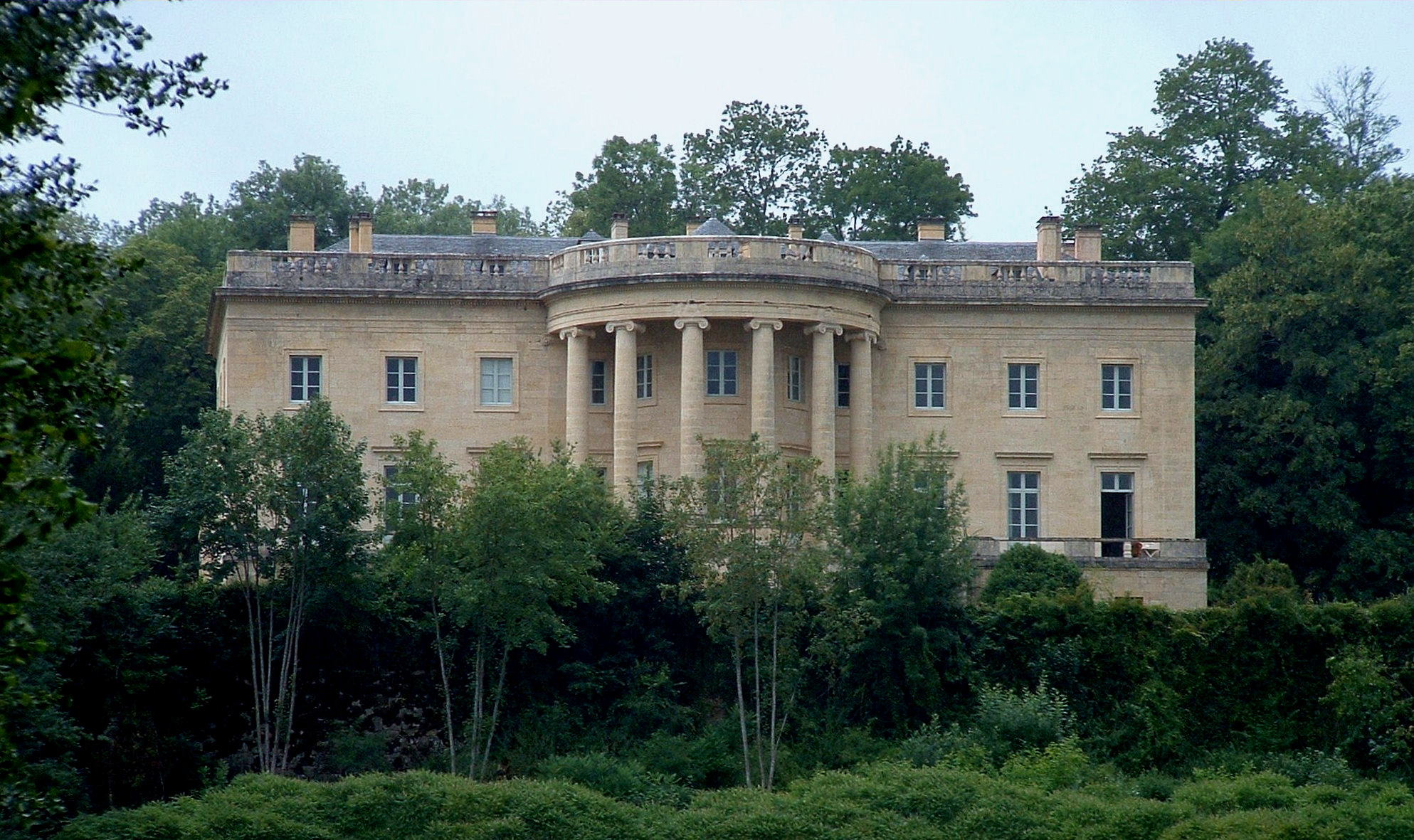
Le château de Rastignac en Dordogne.

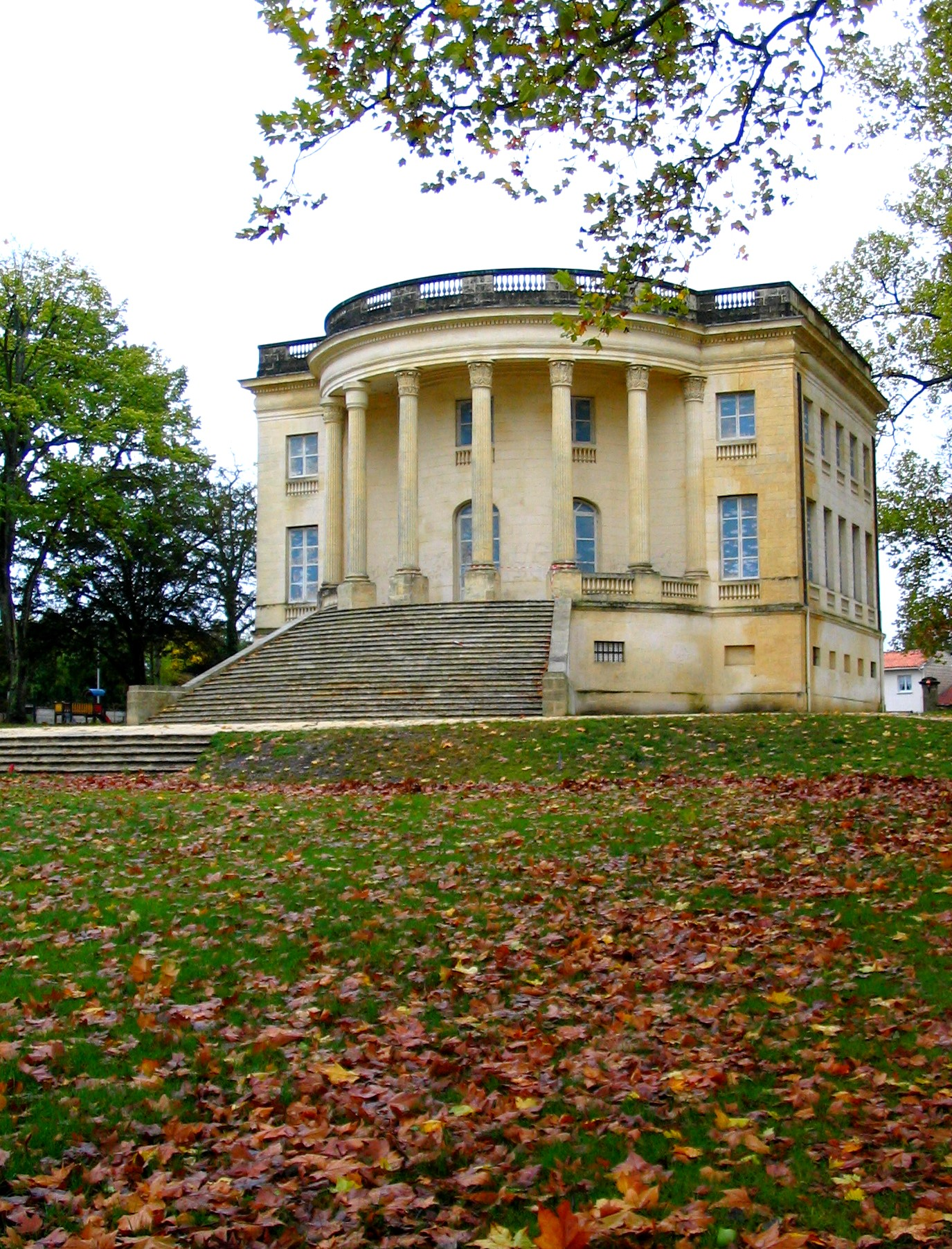
Maison carrée d'Arlac en Gironde.

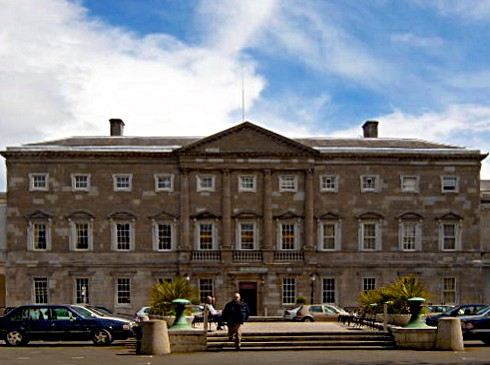
Leinster House à Dublin.

Le bâtiment est d'inspiration classique dont les sources pourraient se chercher de façon directe ou indirecte chez l'architecte romain Vitruve ou encore chez Andrea Palladio, architecte italien de la Renaissance qui eut une influence considérable sur toute l'architecture occidentale.
Le bâtiment dessiné par Hoban est largement inspiré des deux premiers étages de Leinster House, un palais ducal situé à Dublin et qui est désormais le siège de la Chambre basse du Parlement irlandais. Beaucoup d'autres bastides irlandaises de l'époque georgienne ont été désignées comme sources probables d'inspiration pour la façade sud en arc de cercle, ou encore, pour des détails d'intérieur comme les anciennes niches de la Blue Room. Bien qu'il n'existe aucun document prouvant ces influences, ils sont officiellement cités dans le guide de la Maison-Blanche et dans des publications de l'Association historique de la Maison-Blanche.
Le premier guide officiel de la Maison-Blanche, publié en 1962, suggère un lien entre le plan d'Hoban pour le portique sud, et le château de Rastignac, une demeure néoclassique située à La Bachellerie, en Dordogne. Cette bâtisse fut construite entre 1812 et 1817, sur les bases des plans antérieurs de la Maison carrée d'Arlac, dans la banlieue de Bordeaux (1785-1789). Le lien entre les deux bâtiments a été contesté par le fait qu'Hoban n'a jamais visité la France. Cependant, il est avéré que Thomas Jefferson a visité l'École spéciale d'architecture de Bordeaux en 1789 où il vit les croquis de Mathurin Salat, l'architecte du château de Rastignac. À son retour aux États-Unis, il partagea sa découverte avec Washington, Hoban, Monroe et Benjamin Henry Latrobe.
Il faut également songer à l'hôtel de Salm, construit de 1782 à 1787 à Paris par l'architecte Pierre Rousseau, qui est l'actuel Palais de la Légion d'honneur, et que Thomas Jefferson avait connu lorsqu'il était ambassadeur à Paris.

### Construction
La construction commença avec la pose de la première pierre le 13 octobre 1792, bien qu'il n'y ait eu aucune cérémonie officielle,. Le journal tenu par le commissaire chargé de la construction du District de Columbia relate ainsi que les fondations ont été réalisées par des esclaves et The White House Historical Association note que la proximité des deux États esclavagistes de Virginie et du Maryland a « influencé le choix de travailleurs » dans cette région alors peu peuplée et que les responsables de la construction « se sont tournés vers les Afro-Américains, esclaves ou libres, pour composer la principale force de travail ayant construit la Maison-Blanche, le Capitole, et d'autres bâtiments gouvernementaux »,. Une grande partie du travail sur la maison a été exécuté par des immigrants européens qui, pour la majeure partie d'entre eux, ne possédaient pas encore la nationalité américaine. Les murs de grès ont été érigés par des immigrants écossais, tout comme la rose en haut-relief et les guirlandes qui surplombent l'entrée nord. Quant aux briques et aux plâtreries, elles ont été réalisées par des immigrants irlandais et italiens.
La construction initiale s'est étalée sur huit années pour un coût de 232 371,83 dollars américains (ce qui correspondrait à environ 2,4 millions de dollars, en valeur de 2005). La Maison-Blanche accueillit son premier locataire, le président John Adams dès le 1er novembre 1800, alors que la construction n'était pas encore achevée,. Une fois les travaux terminés, le grès poreux fut enduit d'un mélange de chaux, de colle, de caséine et de plomb, pour donner finalement au bâtiment sa couleur et son nom.

### Appellation
À l'origine, la demeure était appelée « palais présidentiel » ou « manoir présidentiel ». L'épouse du président Madison, Dolley Madison, l'appelait le « château du président ». Le terme de « Maison-Blanche » apparaît pour la première fois en 1811. Durant la guerre de 1812, le bâtiment fut partiellement détruit par des incendies, et un mythe voit l'origine de l'appellation « Maison blanche » dans la peinture blanche utilisée pour la reconstruction. Le nom de « Manoir exécutif » fut souvent employé dans des contextes officiels jusqu'à ce que le président Theodore Roosevelt établisse le nom formel en 1901 en faisant figurer « Maison-Blanche-Washington » sur l'en-tête de son papier à lettres,. Grand communicateur, il désirait en effet créer une « marque » forte. Le président Franklin Roosevelt le modifia par la suite en « La Maison-Blanche » avec l'inscription « Washington » centrée en dessous. Cette convention perdure encore aujourd'hui.
Bien qu'elle ne fût construite que plusieurs années après la présidence de George Washington, certains, et en premier lieu le comté de New Kent en Virginie, suggèrent que le nom provient de celui de la maison où vécut l'épouse de Washington, Martha Custis Washington : White House Plantation située dans le comté. En effet, c'était, semble-t-il, un endroit cher aux époux.

## Évolution du bâtiment

### De l'inauguration, en 1800, à l'incendie de 1814

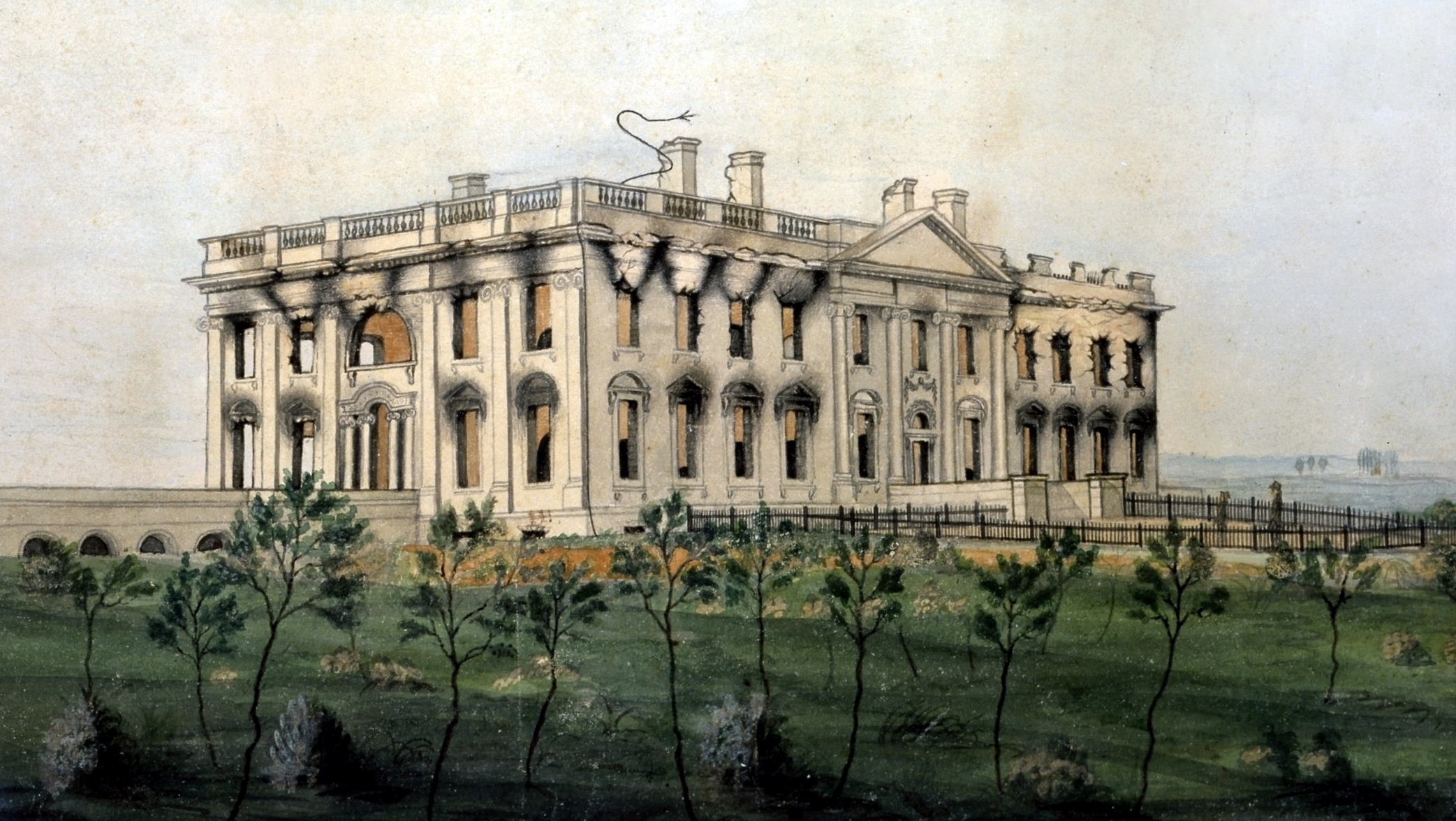
La Maison-Blanche après l'incendie du 24 août 1814.

John Adams fut le premier président à résider pour quelques mois dans le bâtiment, à partir du 1er novembre 1800. Deux jours après son emménagement, il écrivit une lettre à sa femme Abigail, dans laquelle on trouve une prière pour le bâtiment :

« Je prie le Ciel d'accorder sa meilleure bénédiction à cette Maison et à tous ceux qui l'habiteront dans l'avenir. Puisse-t-il que seuls des hommes honnêtes et sages règnent sous ce toit. »

Franklin Delano Roosevelt a fait inscrire cette bénédiction d'Adams sur les rideaux de la State Dining Room (salle à manger d'État). Adams n'y a vécu que très brièvement avant que n'emménage Thomas Jefferson, qui s'est beaucoup intéressé aux améliorations à apporter à la Maison-Blanche. Avec l'aide de Benjamin Henry Latrobe, il dessina les plans des colonnades Est et Ouest : de petites ailes qui permettent de garder les activités domestiques à l'abri des regards. De nos jours, les vestibules de Jefferson relient la résidence aux ailes Est et Ouest.

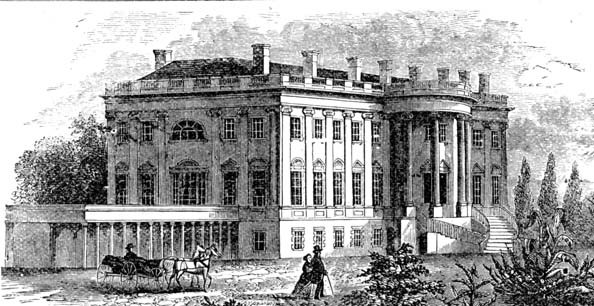
Le vestibule occidental de Jefferson, à gauche, sur une gravure du XIXe siècle. Il menait à l'origine à une étable et à une blanchisserie. Il fut aménagé plus tard en piscine pour Franklin Roosevelt. Le président Nixon le transforma pour en faire la salle de conférence de presse.

En août 1814, pendant la guerre anglo-américaine de 1812, une très grande partie de la ville fut brûlée par les troupes britanniques en représailles de l'incendie du Parlement du Haut-Canada, lors de la bataille de York (l'actuelle Toronto). La Maison-Blanche fut très endommagée et seuls les murs extérieurs restèrent debout. Une légende veut qu'après une reconstruction intérieure, les murs des façades aient été peints en blanc pour masquer les dégâts causés par la fumée lui donnant du coup le nom de « Maison-Blanche ». Cependant, on prétend qu'il n'en fut rien puisque la maçonnerie fut tellement affaiblie par l'incendie qu'il fallut abattre ces murs.
Parmi les décombres de la Maison-Blanche, seuls deux objets ont pu être récupérés : une peinture de George Washington sauvée par la future Première dame, Dolley Madison, et une boîte à bijoux renvoyée au président Roosevelt, en 1939, par un Canadien qui avoua que son père l'avait subtilisée à Washington. Le reste du butin de guerre fut irrémédiablement perdu lors du naufrage de la flotte britannique menée par le HMS Fantome. Les navires qui reliaient Prospect à Halifax furent en effet pris au cœur d'une tempête dans la nuit du 24 novembre 1814,.
Après l'incendie, Latrobe et Hoban conçurent un nouveau plan et suivirent l'avancement des travaux de reconstruction. Le portique sud a été construit en 1824 et celui du nord en 1830, et, bien que des portiques semblables aient été proposés par Latrobe au cours de la reconstruction après l'incendie de 1814, ceux qui furent édifiés ont été conçus par Hoban,. Contrairement à une idée répandue, le portique nord n'a pas été copié sur un autre bâtiment de Dublin, le Viceregal Lodge (désormais, la résidence du président d'Irlande), dont le portique est postérieur à la conception des portiques de la Maison-Blanche. On peut noter une variation de l'ordre ionique sur les colonnes du portique nord, par l'incorporation de roses entre les volutes. Ceci a été fait pour relier le nouveau portique à l'entrée, au-dessus de laquelle sont gravées des roses. Le portique sud a été construit en 1829. La similitude entre ce portique et un portique elliptique avec les escaliers incurvés du château de Rastignac est fréquemment soulignée comme une source probable. Les décorations des deux portiques ont été réalisées par des artisans italiens venus à Washington pour aider à la construction du Capitole des États-Unis.

### La construction de l'aile Ouest

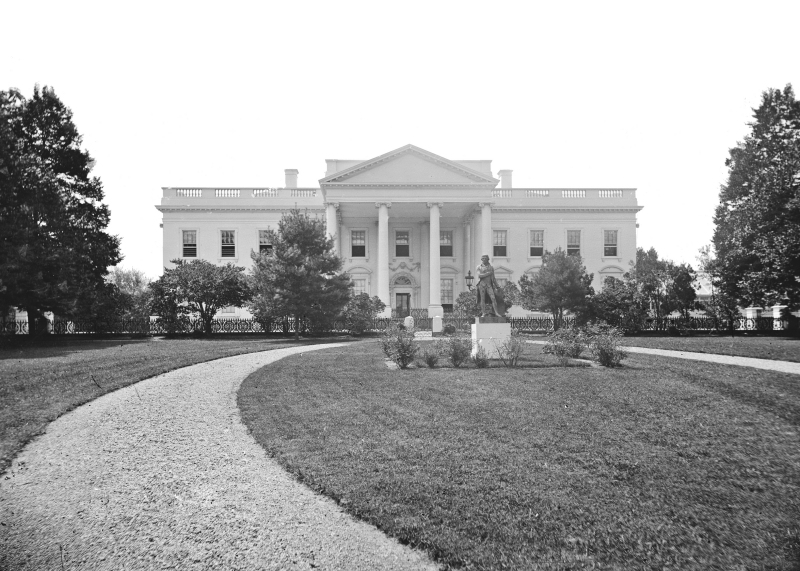
La façade nord de la Maison-Blanche du temps de la guerre de Sécession.

La Maison-Blanche fut la cible d'attaque le 16 août 1841 quand le président de l'époque, John Tyler, mit son véto à un projet de loi concernant l'établissement de la deuxième banque des États-Unis. Le rassemblement devant la Maison-Blanche de membres du Parti libéral en colère tourna à l'émeute. Celle-ci est à ce jour[Quand ?] la plus violente démonstration de force ne s'étant jamais déroulée devant la Maison-Blanche de toute l'histoire des États-Unis.
À l'époque de la guerre de Sécession, la Maison-Blanche commença à manquer de place. Il y eut également des contestations au niveau de sa localisation, juste au nord d'un canal et d'une zone marécageuse, propices au développement du paludisme et d'autres maladies. Le général de brigade Nathaniel Michler fut chargé de trouver des solutions à ces interrogations. Il proposa d'abandonner la Maison-Blanche en tant que résidence, pour qu'elle ne serve plus qu'à l'administration. Il préconisa alors que la famille présidentielle s'installe sur un nouveau domaine, au parc de Meridian Hill, à Washington. Ce plan fut rejeté par le Congrès.
Quand Chester Alan Arthur prend ses fonctions en 1881, il ordonne qu'une rénovation de la Maison-Blanche soit réalisée dès que la veuve du précédent président, Lucretia Garfield, déménage. Arthur inspecte le travail presque tous les soirs et fait plusieurs suggestions. Il est demandé à Louis Comfort Tiffany d'envoyer des créateurs pour l'aider. Plus de vingt wagons de meubles et d'articles ménagers sont retirés du bâtiment et vendus aux enchères publiques. Seuls sont sauvés les portraits de John Adams et de Martin Van Buren. Une proposition émerge même pour construire une nouvelle résidence au sud de la Maison-Blanche, mais elle échoue faute d'appui. À l'automne 1882, les travaux effectués sur le couloir principal comprennent la teinte des murs couleur olive pâle avec des carrés de feuilles d'or et la décoration du plafond en or et argent avec des traceries colorées qui représentent les lettres « USA ». La Red Room est peinte en rouge sombre de Poméranie et son plafond est orné d'étoiles d'or, d'argent et de cuivre, ainsi que de bandes rouges, blanches et bleues. Un miroir d'une quinzaine de mètres, orné de pierres de chez Tiffany, soutenu par des colonnes de faux marbre, remplace les portes en verre qui séparent le couloir principal à partir du vestibule septentrional.
En 1891, la femme du président Benjamin Harrison, Caroline, proposa de construire des extensions à la Maison-Blanche : une aile nationale à l'est pour une galerie d'art historique et une aile pour les fonctions officielles à l'ouest. La conception fut confiée au colonel Theodore A. Bingham, qui suivit scrupuleusement les recommandations de madame Harrison. En 1901, Theodore Roosevelt emménagea dans la Maison avec sa famille nombreuse, révélant ainsi un manque de place criant. Le cabinet McKim, Mead and White fut engagé pour mener les rénovations et la construction des extensions dont celle de l'aile Ouest. Pendant les travaux, qui durèrent près de quatre mois en 1902, la famille présidentielle avait élu domicile au 22 Jackson Place. Dès 1909, le président Taft requit davantage de place. L'architecte Nathan Wyeth fut chargé d'agrandir l'aile Ouest, avec notamment l'ajout du bureau ovale en 1910,. Sous le mandat de Coolidge, un quatrième étage est élevé. En 1942, pendant la Seconde Guerre mondiale et sous l'administration Roosevelt, l'aile Est et un bunker (Presidential Emergency Operations Center) sont aménagés pour faire face à un éventuel bombardement.

### La reconstruction de Truman

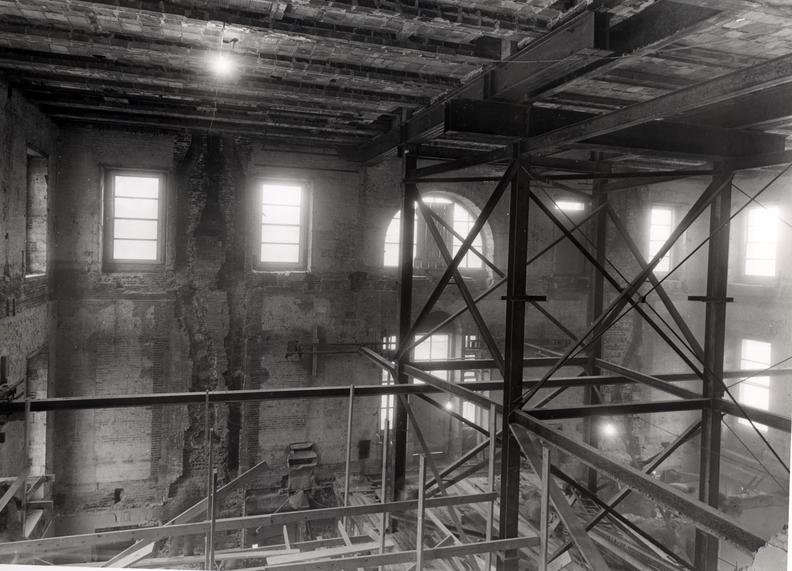
Les travaux durèrent de 1949 à 1952. Après avoir démantelé et entreposé l'intérieur de chaque bureau, la structure a été reconstruite en utilisant du béton et des poutres métalliques à la place de la structure en bois d'origine.

Après des décennies de mauvais entretien et la construction d'un quatrième étage sous l'administration Coolidge, la structure de brique et grès était en piteux état et menaçait de s'effondrer,. Au mois d'août 1948, une section du plancher s'effondra, obligeant la fermeture de la chambre et de la salle de bains de Truman. Une rénovation nécessitant le démantèlement complet des espaces intérieurs, la construction d'une nouvelle armature en acier et la reconstruction des salles originales dans la nouvelle structure fut indispensable. Les travaux seront exécutés par l'entrepreneur John McShain de 1949 à 1951, obligeant, dès 1948, le président Truman à abandonner provisoirement la Maison-Blanche pour s'installer de l'autre côté de la rue, à Blair House. Seule la nouvelle aile Ouest resta opérationnelle durant les travaux, obligeant Truman à traverser Pennsylvania Avenue chaque matin et après-midi pour se rendre au Bureau ovale.
On profita alors de cette restructuration pour apporter quelques modifications au plan initial (notamment au rez-de-chaussée), la plus importante étant la reconfiguration de l'escalier principal (Grand Staircase) dont le palier débouche désormais sur le hall d'entrée (Entrance Hall), au lieu du hall central (Cross Hall). La climatisation a également été ajoutée, tandis que deux sous-sols additionnels ont été creusés afin de fournir l'espace nécessaire pour des salles de travail, une chambre de stockage et un abri antiaérien.
Bien que la Maison-Blanche ait été sauvée par cette reconstruction, la majorité des éléments ayant une valeur historique furent néanmoins sacrifiés. Ainsi, la majorité des plâtres originaux, dont certains dataient des travaux de 1814-1816, étaient trop endommagés pour pouvoir être réinstallés (tout comme le robuste lambris original de style Beaux-Arts, dans l'East Room). Tandis que l'armature originale en bois de la maison servit pour le lambrissage de la salle Vermeil, de la bibliothèque, de la salle des Porcelaines et de la salle des Cartes.
La famille Truman reprit possession de la Maison-Blanche à partir du 27 mars 1952.

### La restauration Kennedy
Jacqueline Kennedy, la femme du président John Fitzgerald Kennedy (1961-1963), a mené la plus importante des redécorations de l'intérieur de la Maison-Blanche, l'ayant trouvé négligé. Elle fit transformer l'intérieur de nombreuses pièces afin de leur rendre leur aspect du XIXe siècle, utilisant souvent des meubles de grande qualité entreposés et oubliés dans les sous-sols. Henry Francis du Pont, du musée Winterthur, a dirigé le White House Fine Arts Committee (Comité des Beaux-Arts de la Maison-Blanche). Des recherches furent conduites pour l'utilisation et la décoration des premières pièces principales de la maison. Chaque pièce fut décorée dans un style correspondant à différentes périodes des débuts de la République : le style fédéral pour la Green Room, le style Empire français pour la Blue Room, le style Empire américain pour la Red Room, le style Louis XVI pour la Yellow Oval Room et le style victorien pour la Treaty Room,. Des meubles anciens, ainsi que des tissus et des objets décoratifs ont été acquis, sur la base de documents historiques de chaque période. Une grande partie des antiquités, des peintures et des autres améliorations de la période Kennedy proviennent de riches donateurs, parmi lesquels la famille Crowninshield, Jane Engelhard, Jayne Wrightsman et la famille Oppenheimer.
Le Bureau du conservateur de la Maison-Blanche (White House Office of the Curator) est créé.
La restauration Kennedy a eu comme conséquence de donner (re)naissance à une Maison-Blanche majestueuse qui rappelait l'intérêt des présidents Madison et Monroe pour la France. La quasi-totalité de l'inspiration française provient du décorateur d'intérieur, Stéphane Boudin de la maison Jansen à Paris. Ce cabinet d'architecture d'intérieur a également conçu les intérieurs pour Elsie de Wolfe, Lady Olive Baillie, les familles royales de Belgique et d'Iran, la Reichsbank allemande pendant la période du national-socialisme et le château de Leeds dans le Kent. Le premier guide de la Maison-Blanche a été réalisé sous la direction du conservateur Lorraine Waxman Pearce, sous la supervision de Jacqueline Kennedy. La vente de ces guides aide à financer les restaurations.
Pour financer les travaux, la Première dame réussit à réunir en trois ans 1,5 million de dollars (dons, prêts de tableaux). Le 14 février 1962, elle apparaît dans une émission télévisée afin de présenter le résultat de la rénovation de la Maison-Blanche aux Américains. Avec 46,5 millions de téléspectateurs, le programme rafle 75 % de l'audience.

### Création du Comité de préservation de la Maison-Blanche

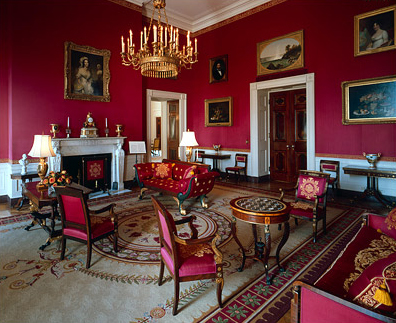
La Red Room, au premier étage.

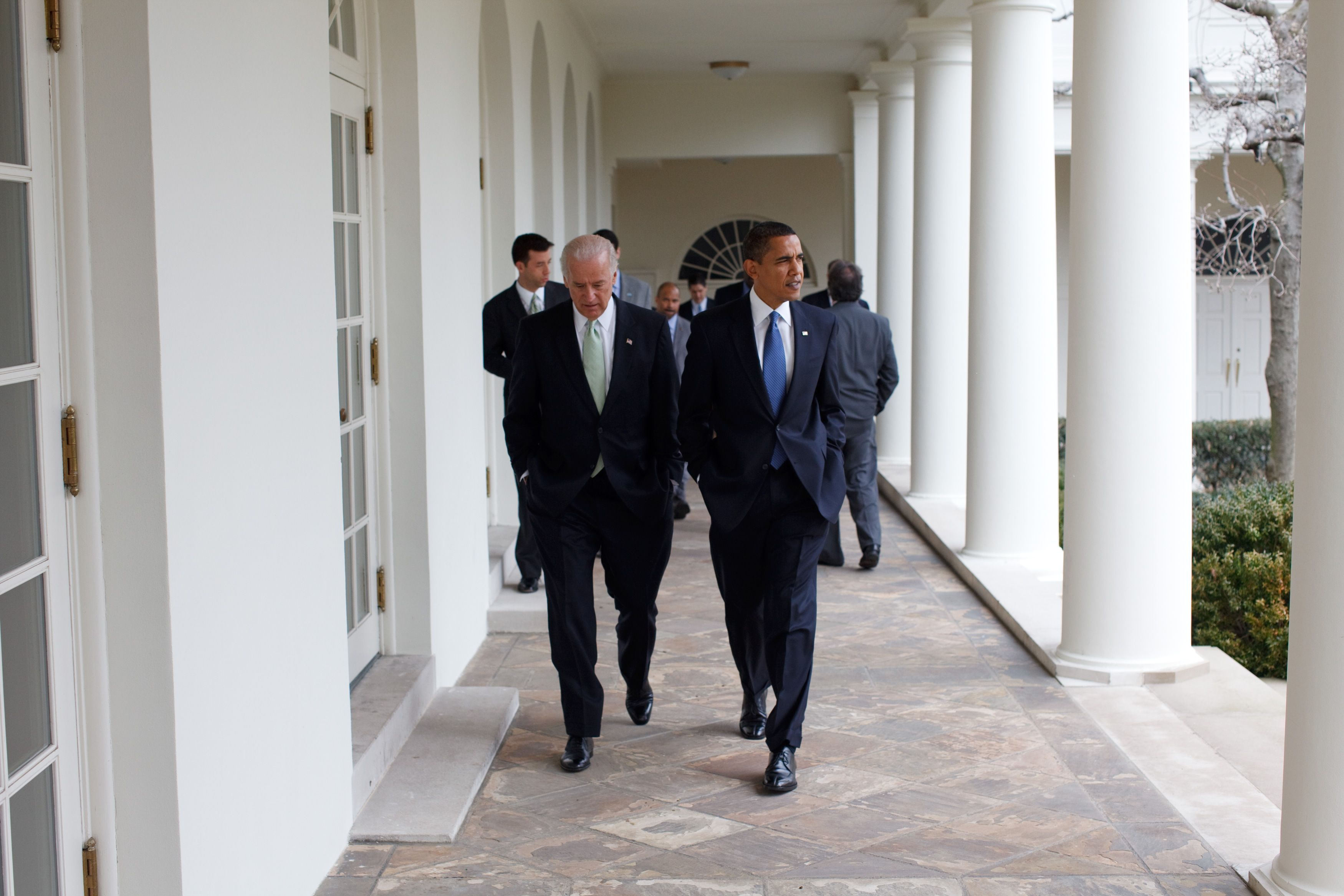
Barack Obama avec Joe Biden, en 2009.

Le Comité des Beaux-Arts des Kennedy est devenu par un ordre exécutif de Lyndon B. Johnson, après approbation du Congrès, le Comité pour la préservation de la Maison-Blanche. Sa mission consiste à maintenir l'intégrité historique de la Maison-Blanche. Le comité travaille en collaboration avec la famille du président, représentée par la première dame, le conservateur et l'huissier en chef de la Maison-Blanche. Depuis la création du comité, chacune des familles présidentielles a effectué des changements au sein des appartements familiaux. Cependant, les changements afférents aux salles d'État doivent être approuvés au préalable par le comité.
Sous l'administration Nixon, Pat Nixon a totalement remis à neuf la Green Room, la Blue Room et la Red Room, en collaboration avec Clement Conger. Avec plus de 600 objets nouvellement introduits, il s'agit de la plus importante acquisition réalisée sous une administration. Son mari choisit de créer une salle de presse moderne à l'emplacement de l'ancienne piscine de Franklin Delano Roosevelt. Nixon ajoute également une salle de quilles dans le sous-sol de la Maison-Blanche. Sous l'administration Carter, des ordinateurs et la première imprimante laser sont installés à la Maison-Blanche. L'utilisation de l'ordinateur s'accroit de plus en plus sous l'administration Reagan. Reagan fait également retirer une innovation de l'ère Carter : un ensemble de panneaux solaires monté sur le toit et alimentant un chauffe-eau,. De nouvelles transformations sont entreprises dans les années 1980 par Nancy Reagan, l'épouse du président Ronald Reagan. La Maison-Blanche obtient le statut de musée en 1988. Dans les années 1990, Hillary Clinton fit refaire certaines pièces par un décorateur de l'Arkansas, Kaki Hockersmith. L'administration Clinton vit ainsi une rénovation de l'East Room, de la Blue Room, de la State Dining Room et de la Lincoln Sitting Room. Une nouvelle restauration de la Lincoln Bedroom, de la Green Room et de l'East Room sous l'administration du président George W. Bush. En 2010, Barack Obama décide de réinstaller des panneaux solaires sur le toit de la résidence.
La Maison-Blanche est un des quelques bâtiments du gouvernement à Washington accessible aux personnes en fauteuil roulant. Des aménagements furent en effet effectués pendant la présidence de Franklin Delano Roosevelt qui devait se déplacer en fauteuil roulant, à la suite d'une poliomyélite. D'ailleurs, dans les années 1990, à l'initiative de la directrice du Bureau des Visiteurs, une rampe d'accès fut ajoutée au corridor de l'aile Est. Elle facilite l'accès aux personnes à mobilité réduite pour les visites et les évènements spéciaux, par le biais de l'entrée sécurisée du côté est. Le président ne sort de la résidence qu'en convois de voitures ou en hélicoptère. Le président Dwight David Eisenhower fut le premier président à voyager en hélicoptère depuis la Maison-Blanche.

### Construction d'une salle de bal
Le 31 juillet 2025, la porte-parole de la Maison-Blanche, Karoline Leavitt, annonce que le président Donald Trump a pris la décision de faire construire une « salle de bal » en transformant l'aile Est, destinée à accueillir les grandes manifestations de la présidence.

## Composition du bâtiment

### Complexe de la Maison-Blanche

Plan général du bâtiment.

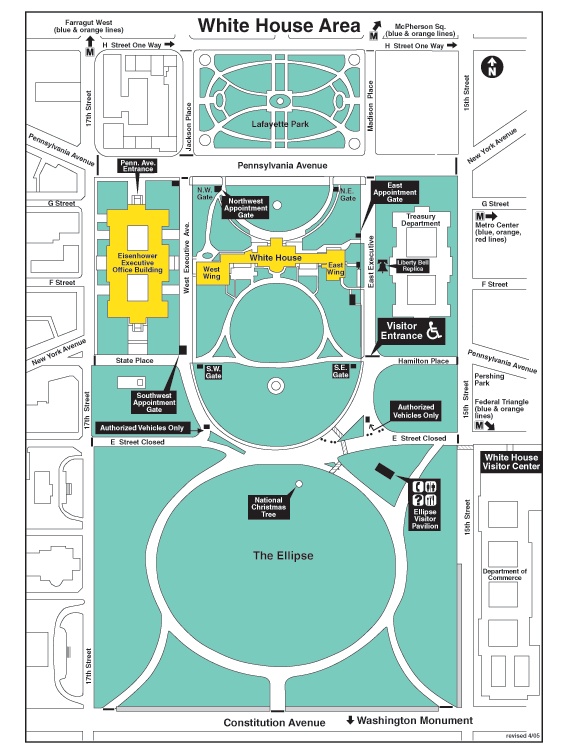
Plan du quartier de la Maison-Blanche avec, en jaune, la Maison-Blanche et le Old Executive Office Building et en bleu le Parc du Président.

De nos jours, le petit groupe de bâtiments de la présidence est connu sous le nom de Complexe de la Maison-Blanche. Il comprend le bâtiment central appelé résidence exécutive (Executive Residence), encadré par l'aile Est et l'aile Ouest (West Wing). Le Old Executive Office Building, un grand immeuble qui abrite le Bureau exécutif du président des États-Unis et le bureau du vice-président et situé à proximité immédiate de l'aile Ouest est quelquefois inclus sous ce terme.
Le fonctionnement de tous les jours de la Maison-Blanche est coordonné par l'huissier en chef de la Maison-Blanche (White House Chief Usher).
Il est difficile de se rendre compte de la taille de plus de 5 100 m2, de la Maison-Blanche, car une grande partie est souterraine ou cachée par le paysage. Elle comporte :
- 132 pièces[36] sur
  - 4 étages dans la Résidence exécutive ;
  - 2 étages dans l'aile Est ;
  - 2 étages dans l'aile Ouest ;
- 35 salles de bains ;
- des dizaines de bureaux, dont celui du président (le célèbre Bureau ovale) ;
- 412 portes ;
- 147 fenêtres ;
- 28 cheminées ;
- 8 escaliers ;
- 3 ascenseurs ;
- un court de tennis / terrain de basketball ;
- une allée de bowling ;
- une salle de cinéma ;
- une piste de jogging ;
- un green de golf ;
- une piscine ;
- 16 chambres à coucher ;
- 1 bunker.

Environ 1 800 personnes réparties en seize services travaillent à la Maison-Blanche. Cinq chefs travaillent à temps plein dans les cuisines de la résidence.

### La résidence exécutive
Le bâtiment original et historique de la Maison-Blanche se trouve au centre du complexe. Les deux colonnades (Est et Ouest), dessinées par Thomas Jefferson, servent à connecter le bâtiment principal aux deux ailes latérales. La résidence comprend les appartements du président, ainsi que les salles de cérémonie et de réceptions officielles. Elle comprend quatre étages plus deux sous-sol à fonction technique et de stockage.

Plan des pièces principales du rez-de-chaussée.

Le rez-de-chaussée, le Ground Floor (rez-de-chaussée côté sud, mais en sous-sol côté nord, la résidence exécutive ayant été construite sur une butte). Ce niveau comporte :
- le salon de réception des diplomates (Diplomatic Reception Room) ;
- la salle des cartes (Map Room) ;
- le salon des porcelaines (China Room) ;
- le salon Vermeil (Vermeil Room) ;
- la bibliothèque (Library) ;
- le Bureau du conservateur de la Maison-Blanche (White House Office of the Curator);
- la salle de réunion
- les cuisines et différentes pièces de service.

Lors de la rénovation Truman, le rez-de-chaussée a été agrandi, en creusant des espaces sous le portique nord qui abritent différents ateliers (menuiseries, fleuriste, etc.) et réserves, ainsi qu'une piste de bowling. L'accès à l'aile Ouest (via la Palm Room) et à l'aile Est (via le Visitor Foyer) se fait à cet étage.

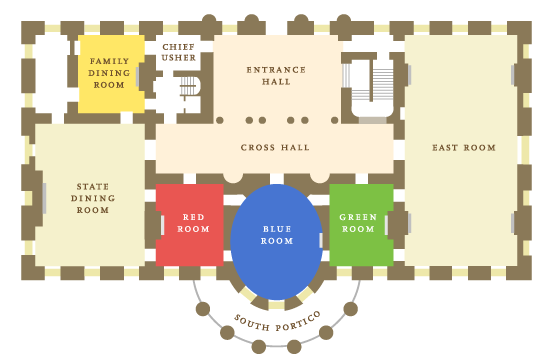
Plan des pièces principales du 1er étage (le State Floor).

Le premier étage, le State Floor est l'étage de réception. Il se compose :
- du hall d'entrée (Entrance Hall ou Grand Foyer) et du corridor (Cross Hall) ;
- du Grand escalier (Grand Staircase) depuis le hall d'entrée permet l'accès à l'étage supérieur (un escalier de service et un ascenseur ont été également rajoutés pendant la rénovation Truman) ;
- du salon Est (East Room), la plus grande pièce de la Maison-Blanche, servant à diverses manifestations publiques : conférences de presse, signatures présidentielles, concerts, etc. ;
- du salon Vert (Green Room);
- du salon Bleu (Blue Room);
- du salon Rouge (Red Room) ;
- de la salle à manger d'État (State Dining Room) ;
- de la salle à manger familiale (Family Dining Room).

Il ouvre d'un côté sur le portique Nord (entrée principale en rez-de-chaussée) et de l'autre côté sur le balcon Sud au 1er étage avec un accès au jardin par un double escalier.

Plan des pièces principales du 2e étage.

Le deuxième étage, le Second Floor, est l'étage de résidence de la famille présidentielle. Il accueille :
- le salon Ovale Jaune (Yellow Oval Room) ;
- la salle d'attente Est (East Sitting Hall) ;
- le Hall Central (Central Hall) ;
- la salle d'attente Ouest (West Sitting Hall) ;
- la salle à manger du président (President's Dining Room) ;
- la chambre du Président (en) (President's Bedroom) ;
- le salon des Traités (Treaty Room) ;
- la chambre de Lincoln (Lincoln Bedroom) ;
- la chambre de la reine (en)).

Au sud, il ouvre sur le balcon Truman (Truman Balcony), qui fut rajouté au portique Sud sous la présidence Truman. Avant la construction de l'aile Ouest, le bureau du président et la salle de réunion du Cabinet se trouvaient à cet étage.
Le troisième étage, le Third Floor, est l'étage de détente pour la famille présidentielle. Il accueille :
- des chambres, une cuisine privée, un salon d'été ;
- une salle de billard, une salle de sport, un salon de musique, une serre, et quelques pièces techniques.

Peu visible de l'extérieur, il ouvre sur le toit-terrasse qui ceinture l'étage. Il s'agissait au départ de simples combles servant de logement pour les domestiques et de réserves. Il fut progressivement aménagé et agrandi pour l'usage privé de la famille présidentielle.

Quelques pièces de la Résidence Exécutive
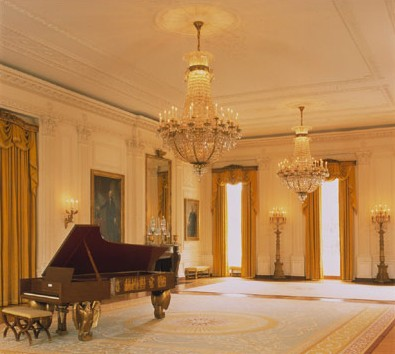
L'East Room.
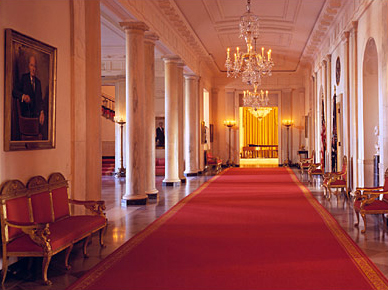
Le Cross Hall.
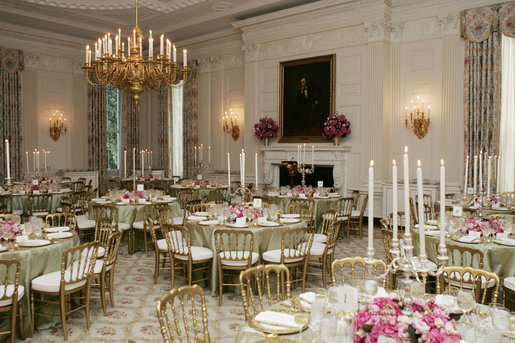
La State Dining Room.
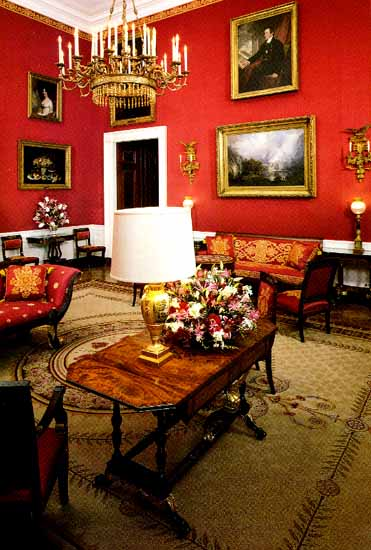
La Red Room.
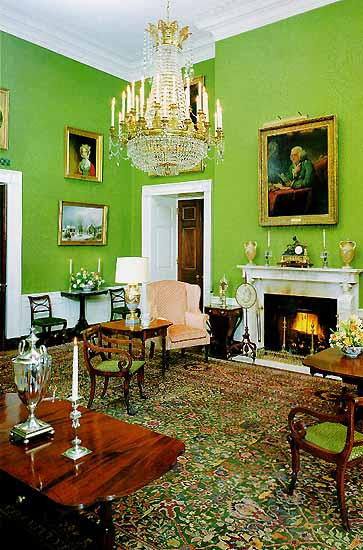
La Green Room.
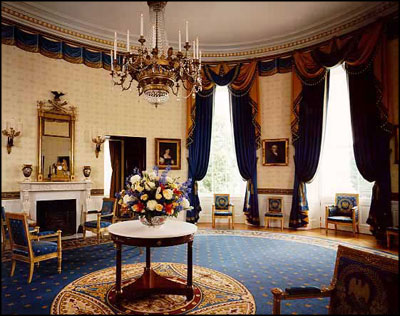
La Blue Room.
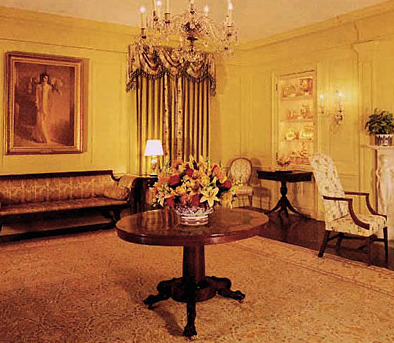
La Vermeil Room.
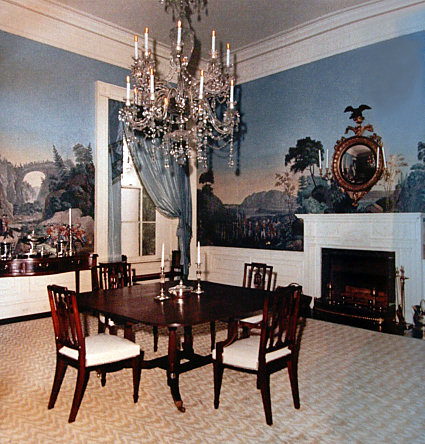
La salle à manger du président.
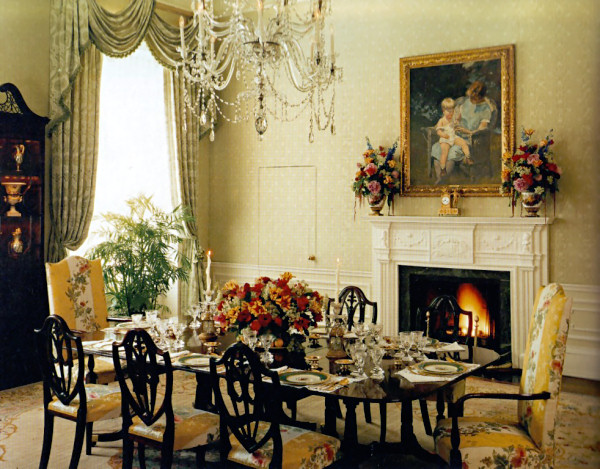
La salle à manger familiale.
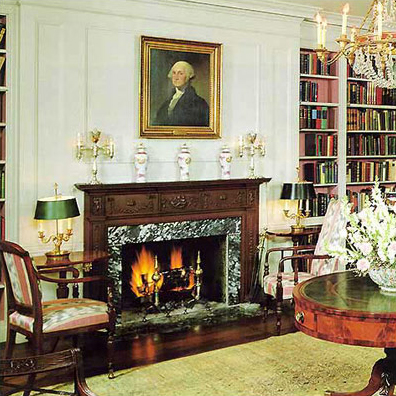
La bibliothèque.
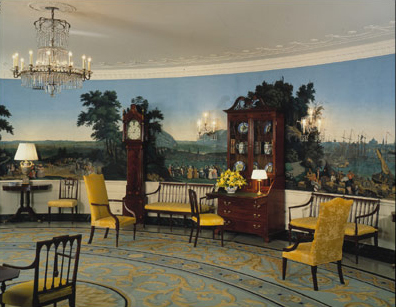
La Diplomatic Reception Room.

### L'aile Ouest

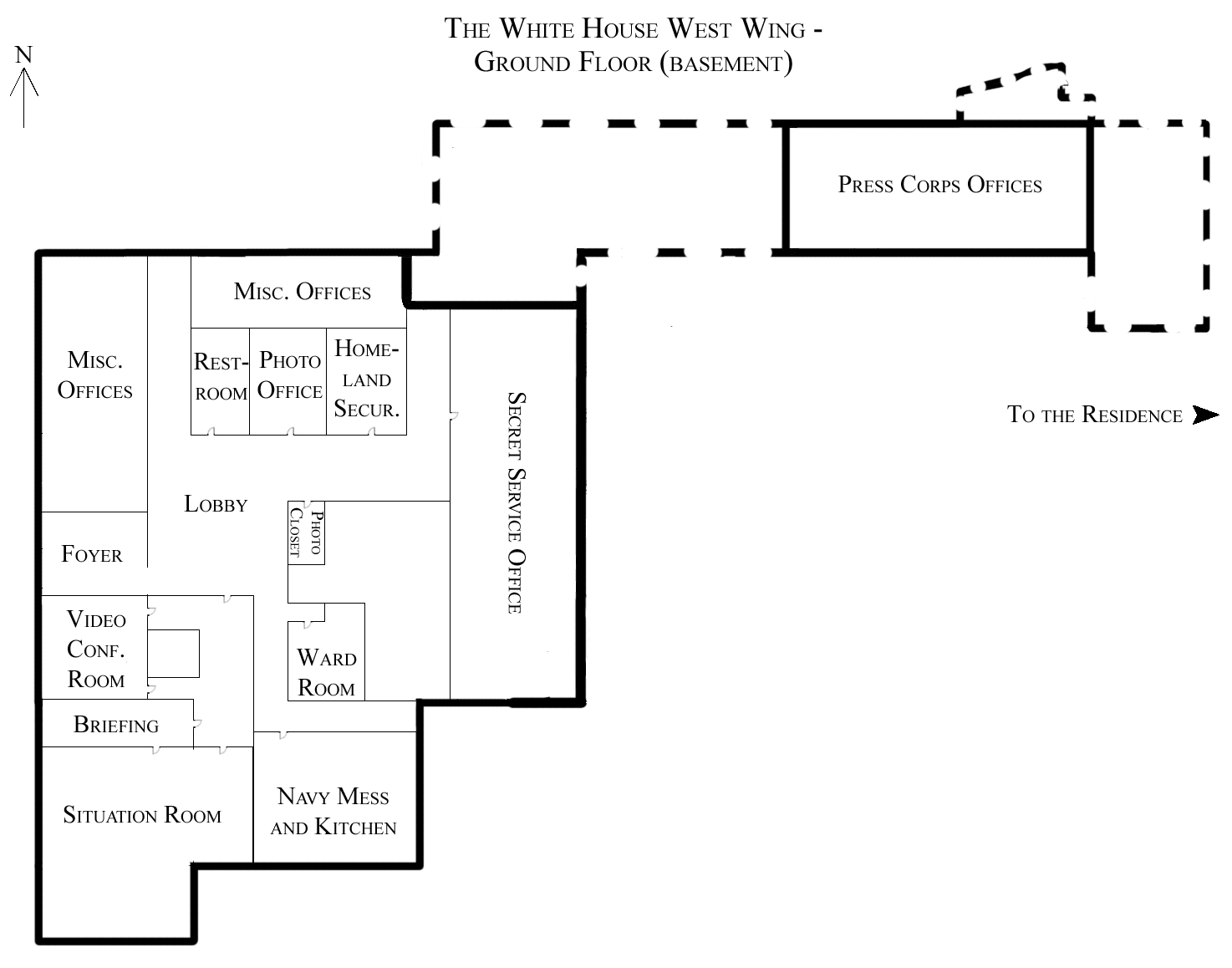
Plan du sous-sol de l'aile Ouest.

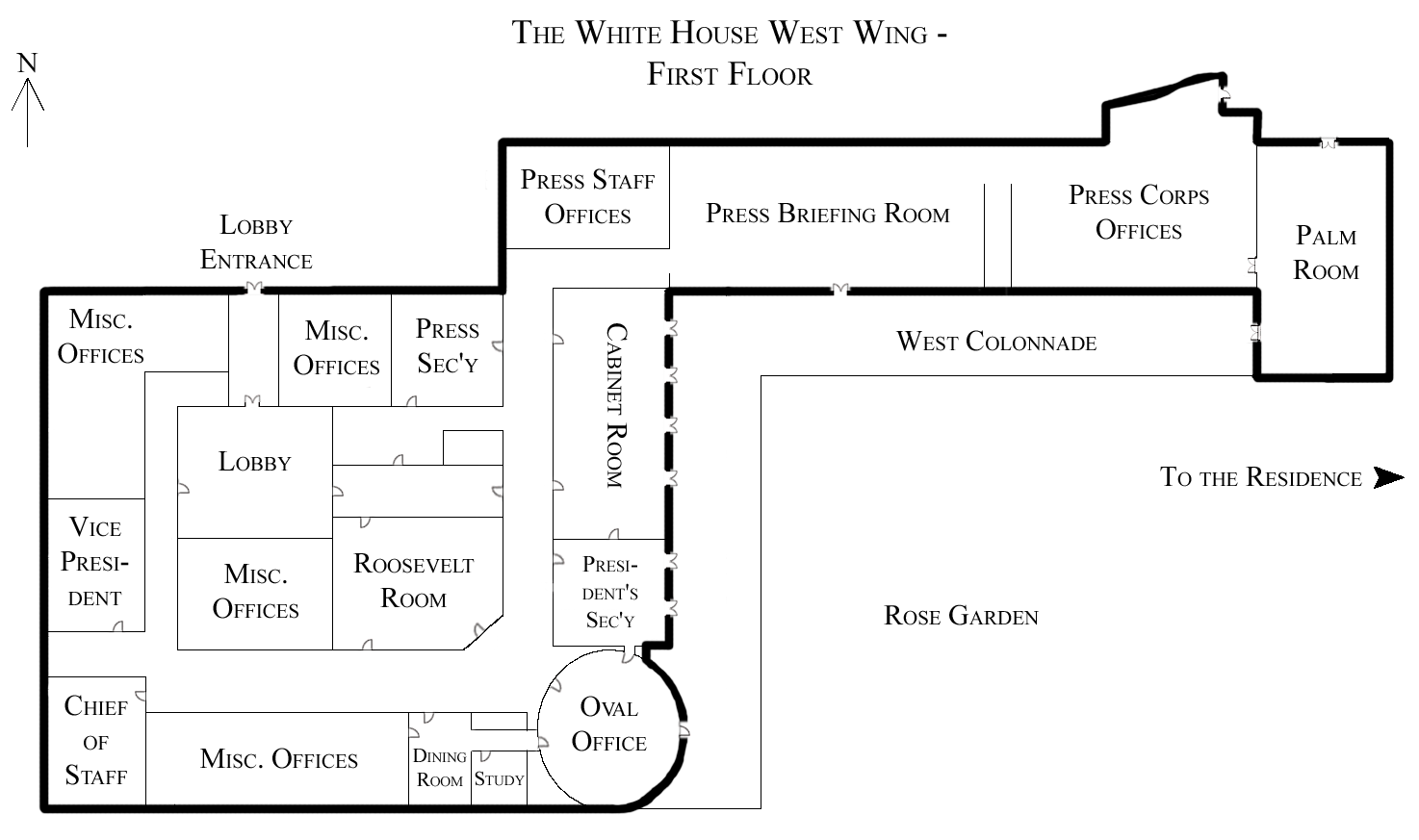
Plan du rez-de-chaussée de l'aile Ouest.

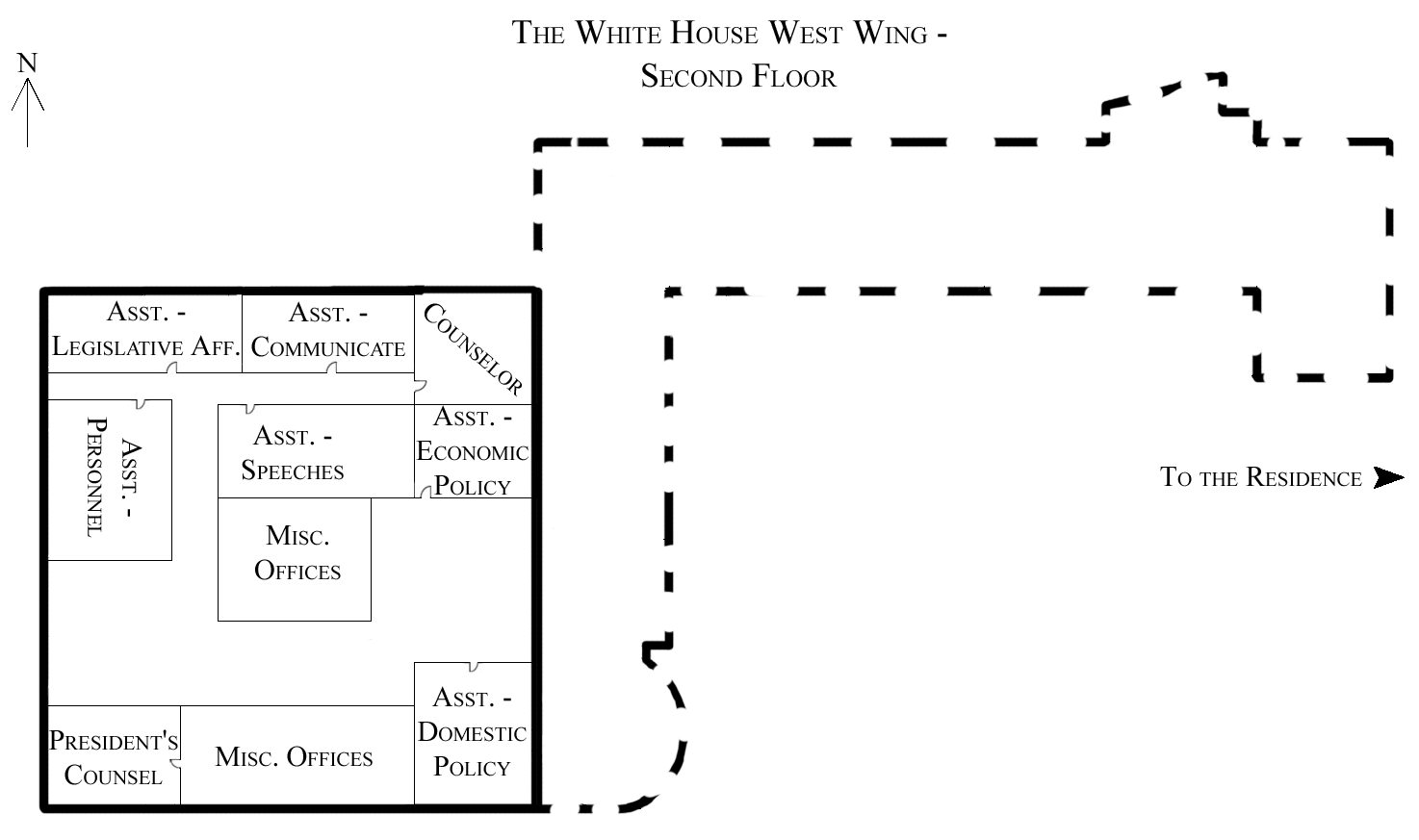
Plan du premier étage de l'aile Ouest.

L'aile Ouest (West Wing) abrite le bureau du président et de ses principaux collaborateurs (soit près de 50 personnes). Le reste de l'équipe présidentielle a un bureau dans un bâtiment adjacent, mais en dehors de la Maison-Blanche, le Old Executive Office Building, désormais officiellement dénommé l'Eisenhower Executive Office Building et quelques-uns dans l'aile Est. L'aile Ouest compte un rez-de-chaussée où se trouvent les principales pièces dont le bureau ovale et la Cabinet Room, un petit étage (qui ne couvre ni le bureau ovale, ni la Cabinet Room) et un sous-sol où se trouve la Situation Room.
L'aile Ouest fut construite à l'origine pour le président Theodore Roosevelt en 1902. Avant la construction de cette aile, le président et son personnel travaillaient au deuxième étage de l'actuelle résidence exécutive. Mais Théodore Roosevelt avec ses six enfants et son personnel se trouvait trop à l'étroit et fit donc construire cette aile supplémentaire à l'emplacement des serres de la Maison-Blanche. Il le fit relier au corps principal du bâtiment par une colonnade qui prolongeait la colonnade construite sous Thomas Jefferson. Ce bâtiment ne devait alors qu'être temporaire. À cette époque, le bureau du président se trouvait dans une pièce carrée au centre de cette nouvelle aile (à l'emplacement de l'actuelle Roosevelt Room). Dès lors, le bâtiment principal va principalement être destiné à abriter des chambres et des salons de réception, tandis que les ailes accueilleront les bureaux.
En 1909, le président William Howard Taft fit transformer et agrandir l'aile Ouest et modifia l'intérieur du bureau présidentiel. Un point important de cette transformation fut sa forme ovale, rappelant les deux pièces ovales de la résidence exécutive et qui, étant donné sa forme, fut surnommé le « Bureau ovale ». Le plan ovale était également un hommage au bureau du premier président américain George Washington à Philadelphie et du symbole de démocratie de l'époque.
Le 24 décembre 1929, la veille de Noël, cette aile fut en partie détruite par un incendie. Quand Franklin Delano Roosevelt devint président en 1933, il lança la troisième et dernière grande reconstruction et réorganisation, avec la construction d'un nouveau bureau ovale. Il détestait l'emplacement central d'origine parce qu'il manquait de fenêtres et qu'il recevait presque toute sa lumière par des lucarnes. Le nouveau bureau, placé dans le coin sud-est de l'aile, donnait aussi au président une plus grande intimité : il pouvait maintenant se déplacer entre le bâtiment principal et l'aile Ouest sans être vu de tout son personnel, comme c'était le cas avec le bureau précédent.
Franklin Roosevelt fit également construire une piscine pour lui permettre de s'exercer et de lutter contre sa maladie et fit installer des micros cachés qui enregistraient discrètement les conciliabules et entretiens privés des interlocuteurs ou des conseillers du président, ce réseau d'écoute étant poursuivi par ses successeurs, ce qui causa la perte de Richard Nixon qui refusa de communiquer aux commissions d'enquête du scandale du Watergate les bandes d'enregistrements sur ses conversations avec des conseillers. En 1969, pour s'adapter au nombre de plus en plus important de journalistes accrédités à la Maison-Blanche, le président Richard Nixon décida de faire recouvrir la piscine inutilisée. La piscine est désormais la salle de presse de la Maison-Blanche, la James S. Brady Press Briefing Room, où le porte-parole du président donne des points de presse quotidiens (une piscine extérieure sera plus tard construite au sud de l'aile Ouest). Elle a subi en 2007 une profonde rénovation avec l'installation de fibres optiques et d'écrans LCD pour afficher les tableaux et les graphiques pour un coût estimé à 8 millions de dollars. Nixon fit également renommer la pièce qui se trouvait à l'emplacement du bureau présidentiel avant l'incendie de 1929 en Roosevelt Room, en l'honneur des deux présidents Roosevelt : Théodore Roosevelt qui construisit l'aile Ouest et Franklin Roosevelt qui la réaménagea et fit construire l'actuel bureau ovale. La Roosevelt Room était autrefois surnommée la Fish Room, car Franklin Roosevelt y avait des aquariums et John Kennedy y exposait ses trophées de pêche. Traditionnellement, un portrait de Franklin Roosevelt était accroché au manteau de la cheminée de la Roosevelt Room durant une administration démocrate et un portrait de Theodore Roosevelt lors d'une administration républicaine (l'autre tableau se retrouvant alors sur un des murs latéraux, parmi d'autres). Cependant, le président Clinton conserva sur le dessus de la cheminée le portrait de Theodore Roosevelt. Le portrait de Frankin Roosevelt lui fut retiré, avec d'autres tableaux, lors de la rénovation de la pièce en 2006 sous le second mandat Bush. Il fut réinstallé au début de la présidence Obama.

L'aile abrite également à l'étage du bureau ovale la Cabinet Room, où le Cabinet présidentiel (équivalent du gouvernement) se réunit. Il est situé le long de la colonnade, séparé seulement du bureau ovale par le secrétariat du président. Au sous-sol de l'aile Ouest, se trouve la Situation Room, aménagée en 1961, où sont traitées les crises en temps réel ainsi que les renseignements. Il s'agit d'une salle sécurisée, mais non d'un bunker, le bunker de la Maison-Blanche se trouve sous l'aile Est et abrite le Centre opérationnel d'urgence présidentiel. La Situation Room permet au président de commander les forces américaines ou de suivre leurs opérations grâce à des systèmes de télécommunications sophistiqués. C'est dans cette pièce que John F. Kennedy avait géré la crise des missiles soviétiques à Cuba en 1962. Elle fut entièrement rénovée, agrandie et modernisée sous le mandat de George W. Bush permettant d'y tenir des réunions avec audio ou visioconférences sécurisées avec plusieurs autres entités gouvernementales ou militaires aux États-Unis ou outre-mer. Elle est entourée de bureaux annexes où quinze personnes travaillent à son fonctionnement et au renseignement dont six appartiennent à la CIA.

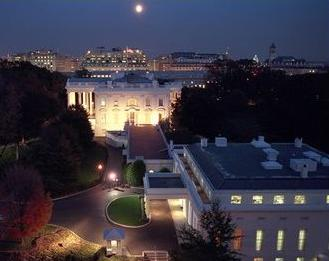
Entrée principale de l'aile Ouest au premier plan à droite et la résidence au fond, au mur éclairé. La photo est prise depuis le Old Executive Office Building.
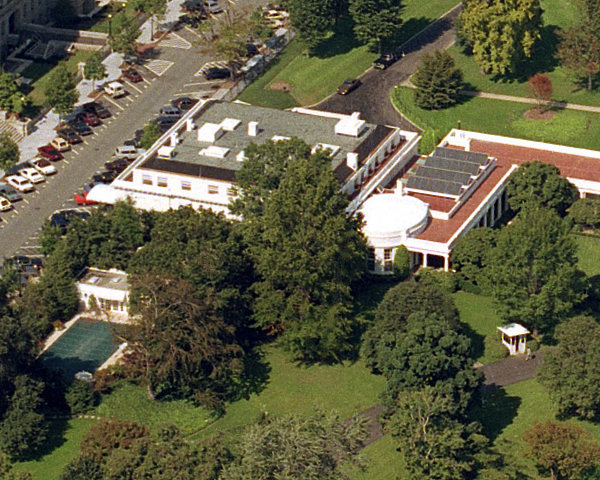
L'aile Ouest, en 1984, avec le bureau ovale (toit blanc) et à gauche la colonnade Ouest (toit rouge). On aperçoit en bas à gauche la piscine extérieure de la Maison-Blanche.
Réunion des gouverneurs avec le président Nixon en 1971. Ronald Reagan, gouverneur de Californie, est présent.
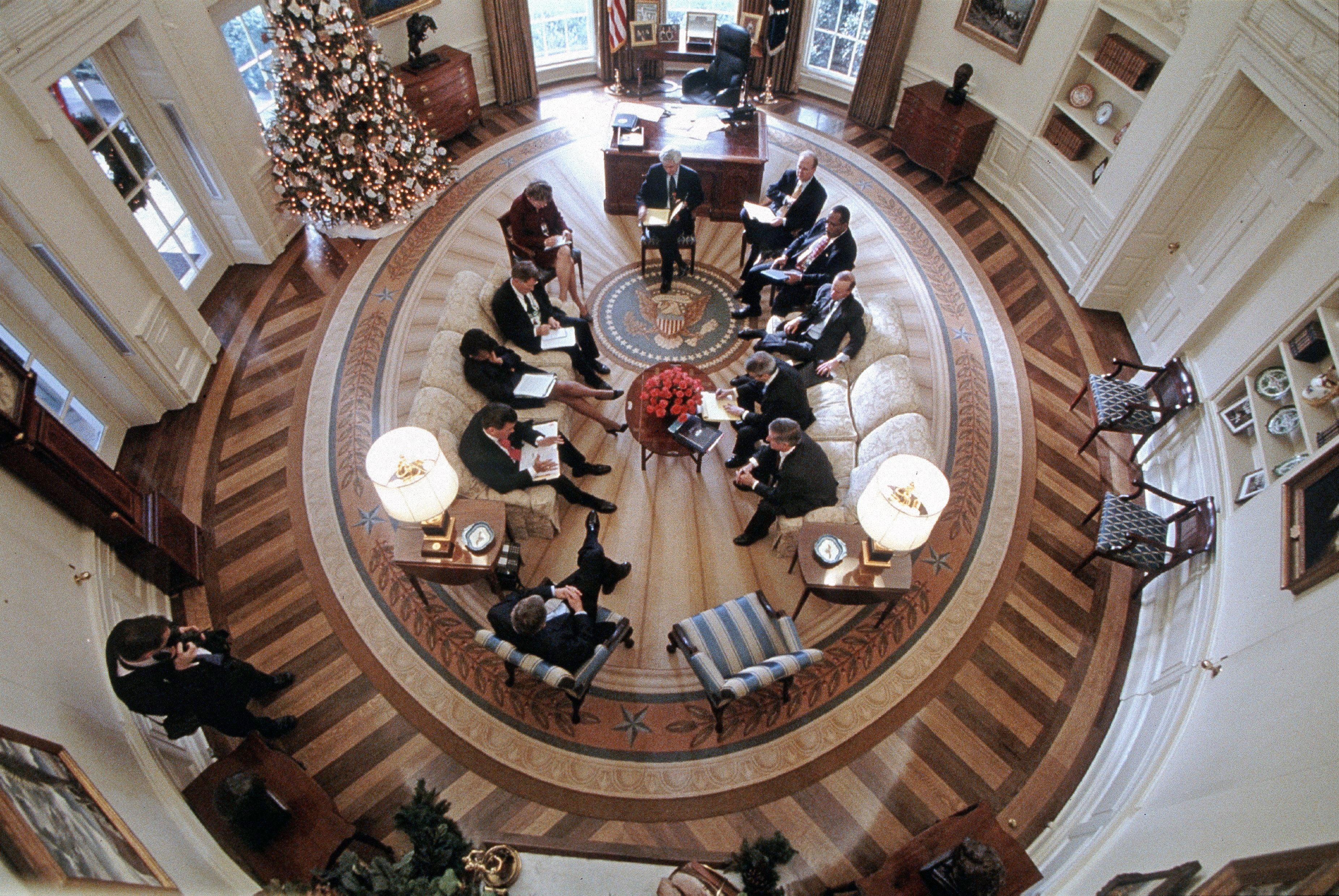
Le bureau ovale en 2001 sous l'administration de George W. Bush.
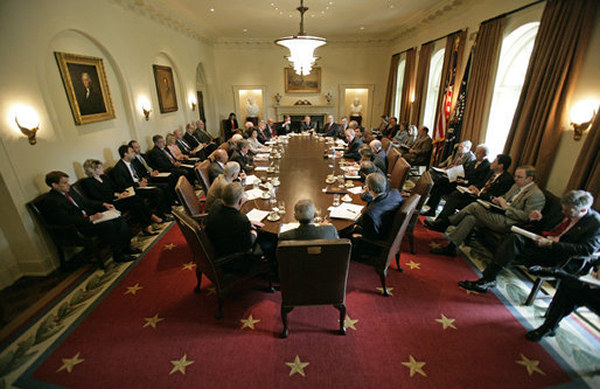
Réunion du Cabinet dans la Cabinet Room en 2006.
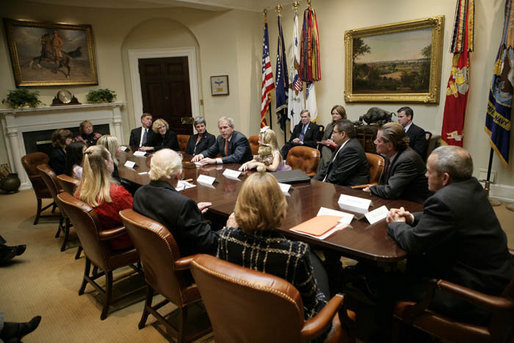
George W Bush rencontre en 2006 des supporters de sa politique dans la Roosevelt Room.
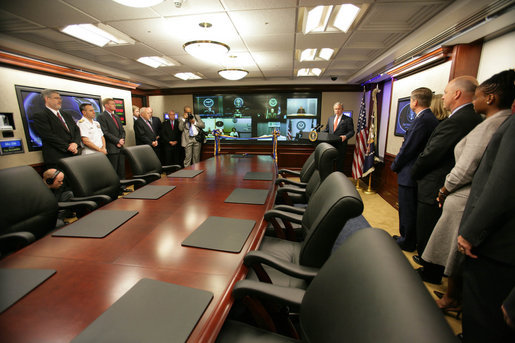
Inauguration de la nouvelle Situation Room, en mai 2007, par George W. Bush.
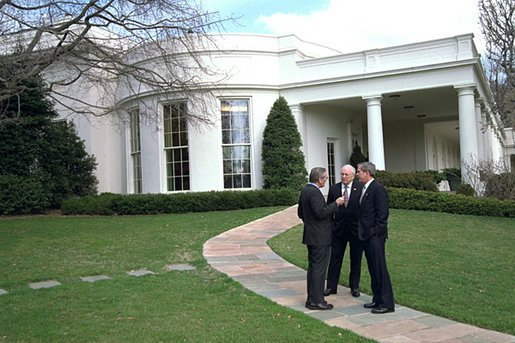
Bush, Cheney et Rumsfeld, en arrière-plan la colonnade Ouest et les 3 fenêtres du bureau ovale.

### L'aile Est

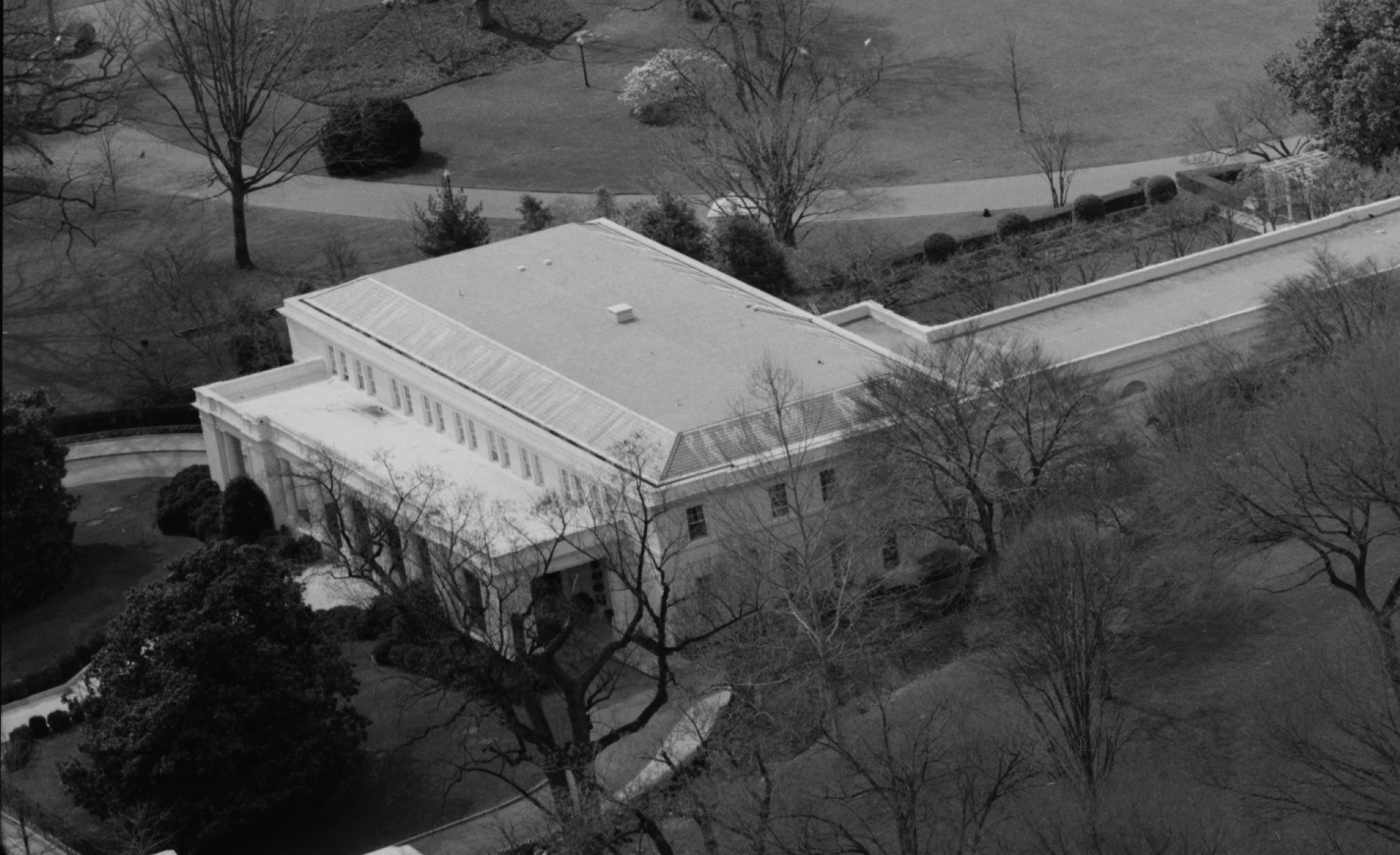
Vue de l'aile Est depuis le nord-est en 1992.

L'aile Est (East Wing) est une structure de deux étages qui, comme son nom l'indique, se trouve sur le côté est de la résidence exécutive.
Une première aile Est fut construite en 1902 sous la présidence de Theodore Roosevelt. Elle servait alors d'entrée publique pour la Maison-Blanche. Elle se composait principalement d'un hall et d'un couloir menant à la résidence exécutive, bordé par un grand vestiaire. 
Le bâtiment tel qu'il existe aujourd'hui fut construit en 1942 sous la présidence de Franklin Roosevelt, essentiellement pour masquer l'abri antiaérien qui venait d'être construit en dessous, abri devenu le Centre d'opération présidentiel (Presidential Operation Center ou COP), un bunker étanche et équipé en communications pour servir de centre d'opérations. C'est dans celui-ci que le vice-président Dick Cheney fut dirigé précipitamment par le Secret Service lors des attentats du 11 septembre 2001 (le président George W. Bush se trouvait alors en déplacement en Floride). Le vestiaire fut transformé en théâtre et salle de projection.
Par la suite, les services de la correspondance et de calligraphie de la Maison-Blanche (Graphics and Calligraphy Office) s'y installèrent, ainsi que la première femme ayant été employée par Eleanor Roosevelt pour tenir le secrétariat social de la Maison-Blanche (White House Social Secretary), chargée des évènements sociaux du président et de la Maison-Blanche. Depuis Rosalynn Carter, en 1977, elle abrite également, par intermittence, des bureaux du personnel administratif au service de la Première dame (Office of the First Lady of the United States : « le bureau de la Première dame des États-Unis »). Une colonnade fermée, l'East Colonnade la relie à la résidence exécutive, au long de laquelle se trouve un petit théâtre - salle de projection. Cette colonnade donne sur le Jacqueline Kennedy Garden, pendant du Rose Garden de l'aile Ouest.
Les personnes participant aux visites guidées de la Maison-Blanche entrent par cette aile, dans un lobby où sont accrochés les portraits des présidents et des Premières dames, puis elles traversent la Garden Room, empruntent la colonnade Est jusqu'au foyer des visiteurs, une pièce assurant la jonction entre la colonnade et le rez-de-chaussée de la résidence exécutive.

## Les jardins

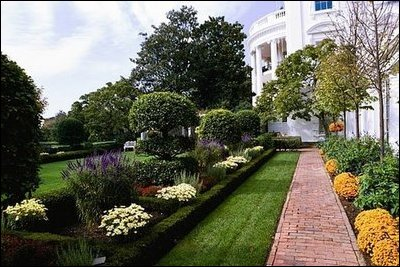
Le Jacqueline Kennedy Garden en automne.

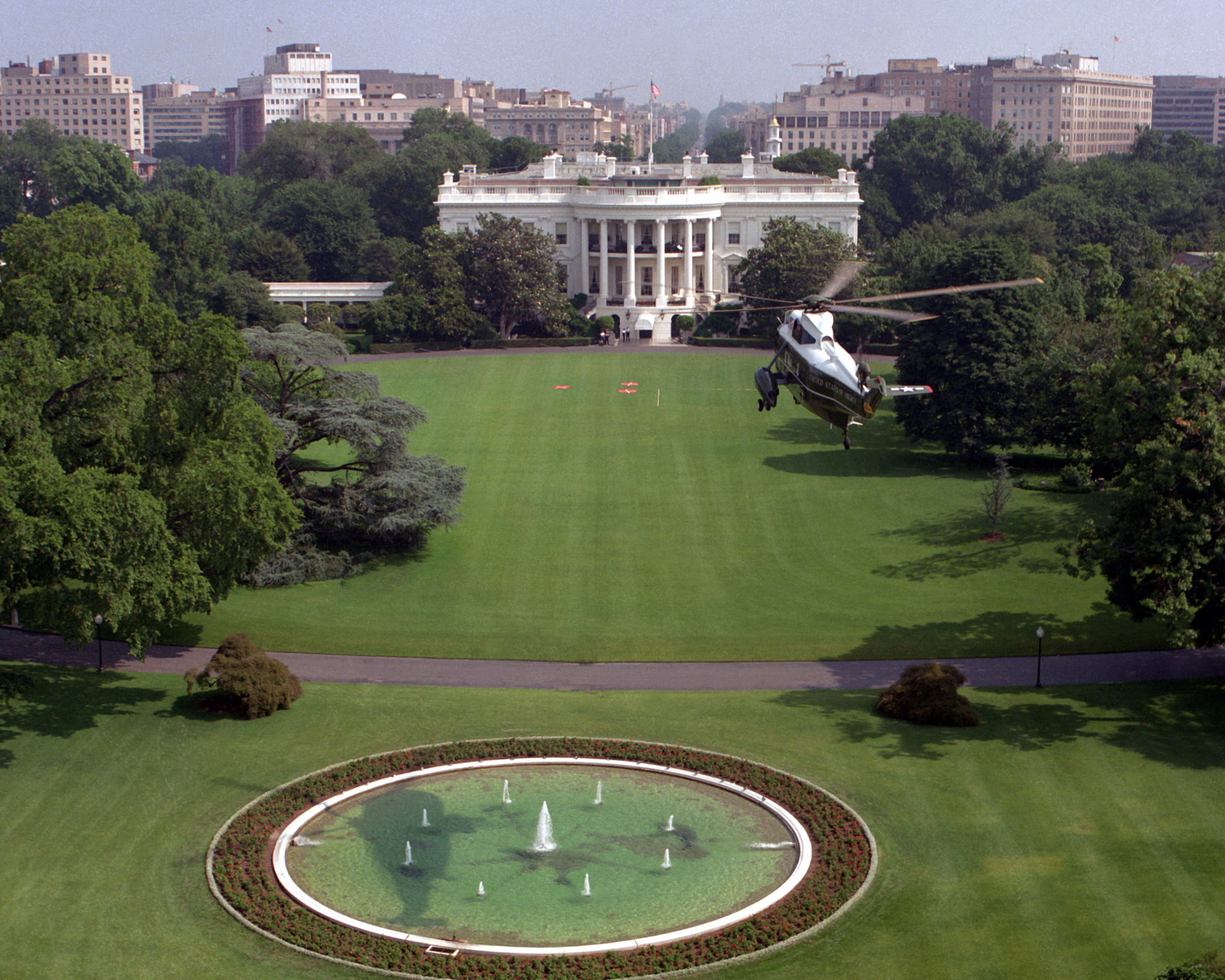
Marine One arrivant sur la pelouse Sud.

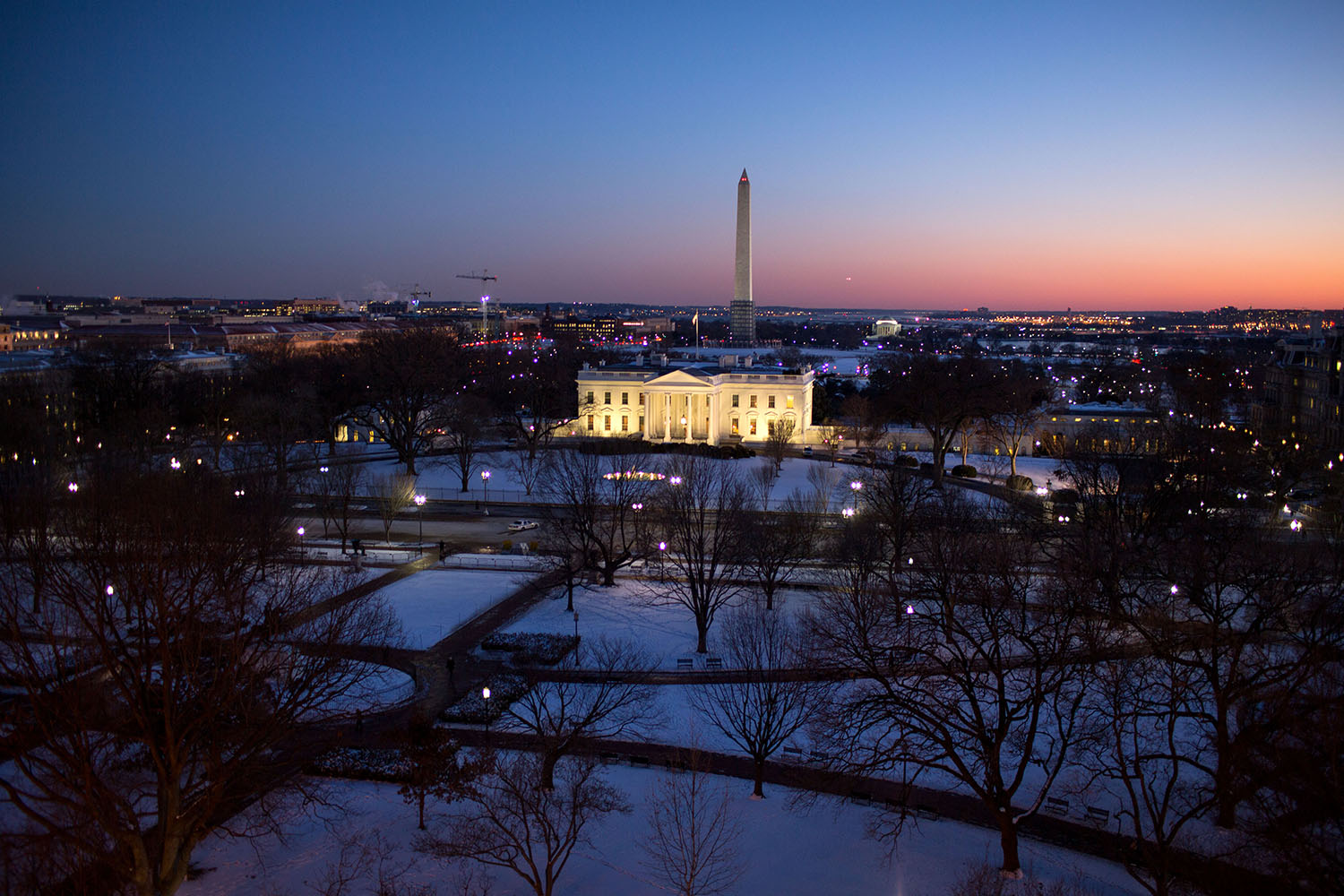
La Maison-Blanche en hiver.

La Maison-Blanche et ses jardins couvrent environ 7,3 hectares. La résidence exécutive et les deux ailes séparent deux jardins : un jardin au nord nommé North Lawn (pelouse Nord) donnant sur Pennsylvania Avenue et un grand jardin au sud nommé South Lawn (pelouse Sud).
Avant la construction du portique nord, la plupart des évènements publics avaient lieu sur la pelouse au sud. Jefferson est à l'origine de l'aménagement paysager et du choix des plantations sur les pelouses du sud et du nord. Il prévoyait notamment de planter de grands arbres afin de rendre la maison invisible depuis la Pennsylvania Avenue. Dans la seconde moitié du XIXe siècle, des serres de plus en plus grandes ont été construites à l'ouest de la maison, à l'emplacement de l'actuelle aile Ouest. À cette époque, la pelouse nord était agrémentée de massifs de fleurs en terrasse.
Bien que les jardins de la Maison-Blanche aient accueilli bon nombre de jardiniers au cours de son histoire, la composition générale date de 1935 et est conçue par Frederick Law Olmsted Jr., sous le mandat du président Franklin D. Roosevelt.
Sous l'administration Kennedy, le Rose Garden (« La Roseraie »), qui borde la colonnade Ouest, est redessiné par Rachel Lambert Mellon. La petite pelouse centrale nouvellement créée ouvre sur le rez-de-chaussée de l'aile Ouest. Elle accueille par beau temps les conférences de presse ou d'autres évènements présidentiels.
La colonnade Est, quant à elle, est bordée par le Jacqueline Kennedy Garden, du nom de celle qui en est à l'origine. Le week-end du 23 juin 2006, un orme d'Amérique centenaire a été déraciné au nord du bâtiment, pendant l'une des nombreuses tempêtes qui ont balayé la côte orientale du pays (provoquant d'importantes inondations). Cet orme apparaît au verso des billets de 20 dollars américains. Il semble que cet arbre ait été planté entre 1902 et 1906, sous l'administration de Theodore Roosevelt. Les jardins accueillent également de très anciens magnolias à grandes fleurs, plantés par John Adams et Andrew Jackson.
La grande pelouse sud (South Lawn) s'étend devant la Maison-Blanche jusqu'à l'Ellipse, un parc public situé, entre la Maison-Blanche et le National Mall. Elle est bordée d'arbres de chaque côté. Ouverte en partie au public jusqu'à la Seconde Guerre mondiale, elle fait désormais partie de l'enceinte fermée de la Maison-Blanche. Cette pelouse Sud sert pour certains évènements officiels comme les parades des cérémonies d'arrivée des visites d'État ou pour des évènements festifs comme la traditionnelle course aux œufs de Pâques (Easter Egg Roll). Une route en ellipse découpe une pelouse centrale. Marine One, l'hélicoptère présidentiel, décolle et atterrit sur cette pelouse.
La route en ellipse est bordée par une piste souple pour le jogging installée sous l'administration Clinton. On trouve également un vert de golf sur le côté de la pelouse centrale du côté de l'aile Ouest tandis que de l'autre côté de la route, toujours côté ouest, se trouvent une piscine découverte (l'ancienne piscine couverte créée sous Franklin Roosevelt située sous la colonnade Ouest est devenue la salle de presse de la Maison-Blanche sous Nixon), un terrain de tennis et basket et un petit jardin d'enfants.

## Sécurité
La Maison-Blanche est l'un des rares palais gouvernementaux dans le monde qui est régulièrement ouvert aux visites du public,. Créée initialement comme une maison devant être ouverte au peuple, l'accès à la Maison-Blanche a longtemps été assez ouvert. Au fil du temps et des menaces, la sécurité s'est considérablement renforcée, outre une zone spéciale de protection aérienne au-dessus de Washington (protégeant également les autres bâtiments fédéraux), le périmètre clôturé autour de la Maison-Blanche s'est élargi, incluant désormais à l'ouest le Old Executive Office Building et la rue le séparant de la Maison-Blanche (West Executive Avenue) et à l'est le bâtiment du Trésor et sa rue (East Executive Avenue).
À la suite de l'attentat d'Oklahoma City en 1995, il est décidé de fermer à la circulation automobile la partie de Pennsylvania Avenue longeant le nord de la Maison-Blanche, à partir du 20 mai 1995. Cette voie était donc fermée depuis l'est du parc Lafayette jusqu'à la 17e rue. Depuis, la fermeture à la circulation a été étendue jusqu'à la 15e rue et East Executive Drive, une petite rue séparant l'est de la Maison-Blanche du bâtiment du département du Trésor, a été fermée au public. Cette rue servait pour la file d'attente des visites guidées de la Maison-Blanche.
La fermeture aux automobiles de la Pennsylvania Avenue a été critiquée par des groupes de défense des droits civiques à Washington. Selon eux, cette fermeture entrave la circulation inutilement et entre en contradiction avec le plan historique de la ville. Quant aux considérations de sécurité, ils notent que la Maison-Blanche est beaucoup plus éloignée de la rue que bon nombre d'autres bâtiments fédéraux critiques. Mais la fermeture à la circulation est définitive, un réaménagement complet de cette partie de l'avenue la transformant en une vraie voie piétonne pavée et intégrant différentes mesures de sécurité a été achevé en 2004.
La sécurité du complexe de la Maison-Blanche est assurée par le Secret Service et l'United States Park Police.
Plusieurs intrusions ont eu lieu au cours de l'histoire de la Maison-Blanche, parmi lesquelles :
- en 1974, un hélicoptère de l'armée, volé par un soldat, atterrit sans autorisation sur la pelouse de la Maison-Blanche[71],[72] ;
- le 25 décembre 1974, un homme écrase sa voiture contre la porte nord de la Maison-Blanche et pénètre dans les jardins. Il se rend après négociations[73] ;
- dans la nuit du 11 au 12 septembre 1994, un Cessna 150, piloté par Frank Eugene Corder, s'est écrasé sur la pelouse de la Maison-Blanche sans que le Secret Service n'y puisse rien faire[74],[75] ;
- lors des attentats du 11 septembre 2001, le rapport de la Commission d'enquête crédite les passagers du vol 93 United Airlines, qui s'est écrasé en Pennsylvanie, d'avoir sauvé la Maison-Blanche ou le Capitole (mais selon les interrogatoires de Khalid Cheikh Mohammed, la cible prévue était le Capitole).

Le Secret Service publie des rapports sur les incidents et la sécurité de la Maison-Blanche.

## Ouverture au public de la Maison-Blanche

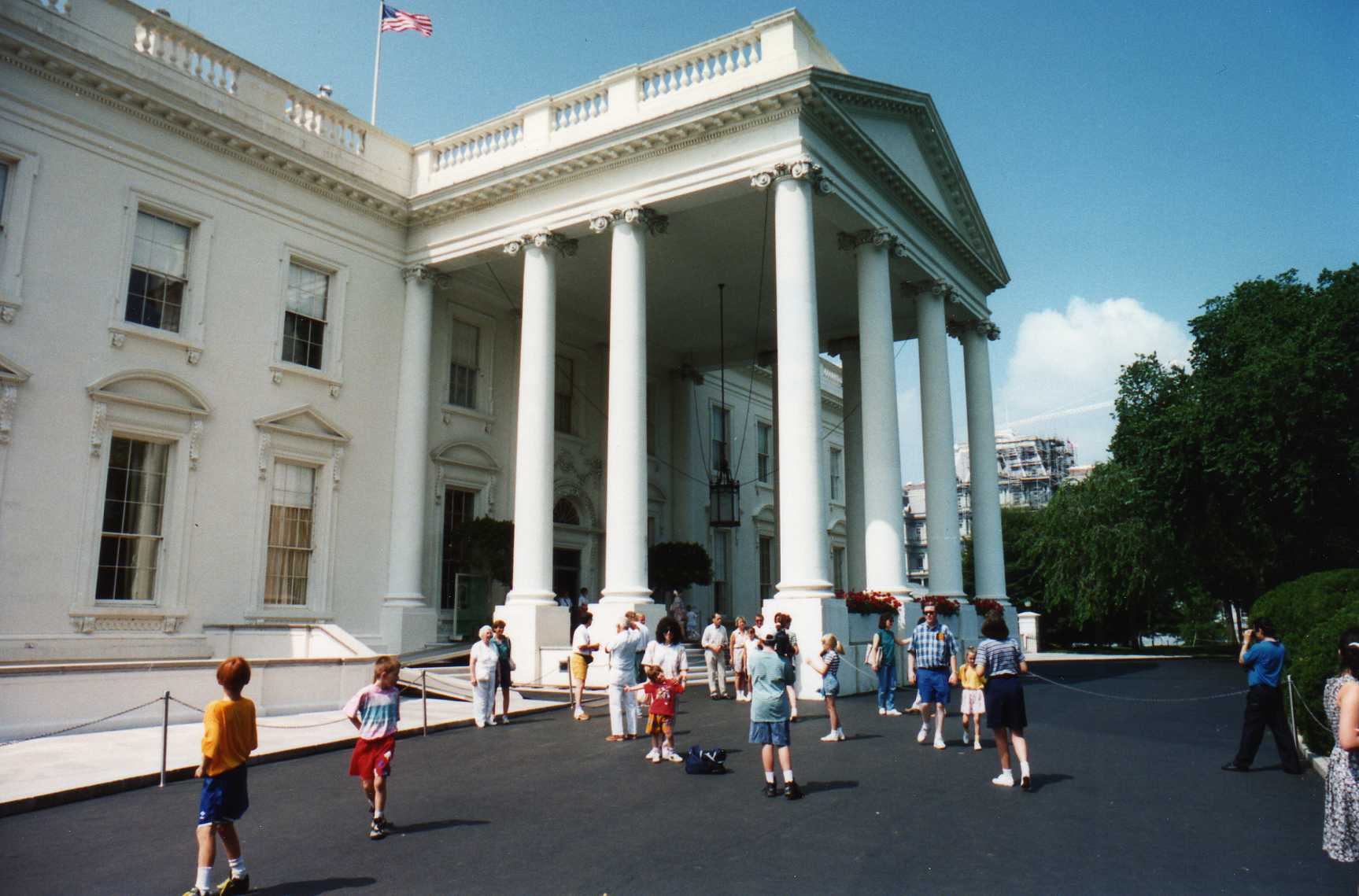
Visite de la Maison-Blanche en 1994.

Depuis son inauguration, la Maison-Blanche a une tradition d'ouverture au public. En effet, le président Jefferson a ouvert les portes de la résidence présidentielle le jour de sa deuxième investiture en 1805. Ce jour-là, de nombreuses personnes qui avaient assisté à son investiture au Capitole, l'ont suivi pour le féliciter dans la Blue Room. Cependant, au fil du temps, certaines de ces opérations portes ouvertes se sont révélées un peu turbulentes : en 1829, le président Andrew Jackson a dû s'installer dans un hôtel après que 20 000 citoyens eurent décidé de célébrer son investiture. Ses assistants ont finalement dû appâter la foule vers l'extérieur à l'aide de cocktails de jus de fruits et de whisky. Cette tradition s'est malgré tout perpétuée jusqu'en 1885, jusqu'à ce que Grover Cleveland organise une revue de troupes militaires en face de la Maison-Blanche, au lieu des traditionnelles portes ouvertes.
Jefferson autorisait également les visites guidées de sa demeure, pratique qui a perduré jusqu'à nos jours, excepté en temps de guerre, et a initié les traditionnelles réceptions annuelles du Nouvel An et du Jour de l'Indépendance (jour de la fête nationale américaine). Ces réceptions ont disparu au début des années 1930, même si le président Bill Clinton a tenté de rétablir, lors de son premier mandat, l'opération portes ouvertes du jour de l'an. L'accessibilité de la Maison-Blanche a malgré tout été conservée sous d'autres formes. Le président Abraham Lincoln se plaignait notamment qu'il était constamment ennuyé par des demandeurs d'emploi attendant pour obtenir un rendez-vous ou des faveurs, ou encore d'excentriques pourvoyeurs de conseils comme le « général » Daniel Pratt. Lincoln acceptait ces perturbations plutôt que de prendre le risque de s'aliéner l'associé ou l'ami d'un politicien puissant.
Les visites furent brièvement interrompues après l'assassinat de John Kennedy en novembre 1963, mais reprirent assez rapidement.
À la suite des attentats du 11 septembre 2001, les visites furent interrompues avant d'être partiellement rétablies en septembre 2003. Les personnes désireuses de visiter la Maison-Blanche ne peuvent désormais le faire qu'en groupe après appel à leur représentant au Congrès et s'être soumis à une enquête de sécurité sur leur passé. Les visites se font de 7 h 30 à 12 h 30 du mardi au samedi.
Les visites sont gérées par le White House Visitor Office. Elles débutent au White House Visitor Center, situé dans l'immeuble du Trésor, le Herbert C. Hoover Building, juste à l'est de Maison-Blanche, centre qui abrite également des expositions permanentes et temporaires accessibles à tous (collection d'environ 30 000 objets). Ce centre est géré par la White House Historical Association (Association historique de la Maison-Blanche).

## Le site Internet de la Maison-Blanche

Emblème de la Maison-Blanche apparaissant sur la page d'accueil du site.

La Maison-Blanche possède son propre site officiel à l'adresse Whitehouse.gov. Il a été conçu sous l'administration Clinton et mis en ligne le 17 octobre 1994. Deux versions différentes du site se sont succédé au cours de sa présidence. Il a été remplacé en 2001 par le site de la présidence Bush. Ces différentes versions sont désormais archivées par la National Archives and Records Administration, les Archives nationales des États-Unis, et consultables en ligne sur les sites des bibliothèques présidentielles des anciens présidents. Elles font ainsi partie des premiers exemples de conservation de médias numériques.
Le site reprend l'activité de la présidence et des évènements de la Maison-Blanche ainsi que l'actualité de la First Lady, du vice-président et de son épouse. Quelques minutes seulement après la prestation de serment de Barack Obama, le 20 janvier 2009, le site de l'ancienne présidence a été remplacé par le site officiel de la nouvelle, l'adresse demeurant inchangée.
Il existe bien sûr des versions pastiches du site ou des détournements de flux. On peut notamment citer le site whitehouse.com qui était à l'origine un site de divertissement politique pour adulte qui est apparu en 1997 ou également le site whitehouse.org qui était une parodie du site officiel et qui dénigrait non seulement l'administration Bush, mais également la famille présidentielle et les proches du président.

## Répliques de la Maison-Blanche

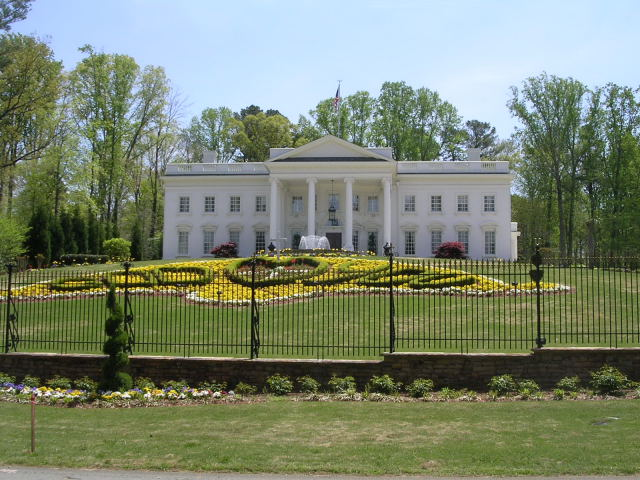
Réplique de la Maison-Blanche à Atlanta.

Sous la présidence Truman, plusieurs ambassades et consulats américains ont été conçus sur le modèle de la Maison-Blanche.
À Atlanta en Géorgie, un modèle presque à l'échelle existe, mais l'extérieur est moins précis. Il appartient au constructeur immobilier Fred Milani, un citoyen américain né en Iran.
À l'est de la ville d'Hangzhou en Chine, l'homme d'affaires et magnat du tourisme, Huang Qiaoling a construit pour son usage en 1999 un modèle en béton. Ce modèle est presque exact du point de vue des dimensions extérieures, mais s'écarte de l'original sur quelques détails (notamment l'angle d'attaque du portique nord). Il manque également des détails gravés sur le montant des fenêtres et au-dessus des portes. La disposition des pièces dans cette copie est également fantaisiste dans la mesure où le bureau ovale est placé dans la résidence centrale, à l'emplacement de la Blue Room dans la version originale. En face de cette réplique est reproduite une miniature de l'obélisque du Washington Monument. Il a aussi fait construire une réplique du mont Rushmore à l'échelle 1:3, au dos duquel sont logés les employés.
Une réplique en miniature de la Maison-Blanche et reproduisant ses principales pièces a été construite par John et Jan Zweifel et fait souvent l'objet d'expositions itinérantes à travers tous les États-Unis. Elle est sinon en partie visible au President Hall of Fame à Clermont en Floride.
Il existe aussi un autre modèle réduit à l'échelle 1:25, dans le parc Minimundus à Klagenfurt en Autriche, qui est d'une extrême précision et comprend les colonnades et les ailes est et ouest.
Le roi Fahd d'Arabie saoudite a fait construire un palais, réplique de la Maison-Blanche, à Marbella, en Espagne.

## Première famille des États-Unis
Outre le président des Etats-Unis, les membres composant sa famille vivent avec lui à la Maison Blanche.

## Autres résidences de la présidence
- Camp David, résidence de villégiature située dans une région montagneuse du Maryland, à 93 km au nord-est de Washington. Utilisé pour la première fois par Franklin Delano Roosevelt pendant la Seconde Guerre mondiale.
- Western White House, nom donné par les médias à la résidence privée de certains présidents en exercice lorsqu'ils y séjournent régulièrement. Cette résidence privée bénéficie alors de fonds fédéraux pour améliorer sa protection et ses communications. La dernière Western White House (et officiellement nommée ainsi par son administration) est le ranch texan du président George W. Bush à Prairie Chapel à Crawford.
- Anciens yachts présidentiels : les présidents ont par le passé eu à disposition un yacht officiel, le plus souvent armé par l'US Navy et basé sur le Potomac ou la proche baie de Chesapeake. Le dernier, l'USS Sequoia, a été revendu sous Jimmy Carter en 1977.

## Animaux

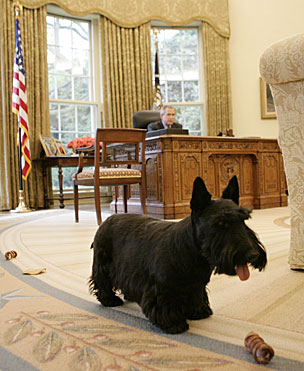
Barney dans le bureau ovale.

Depuis John Adams, premier président à occuper la Maison-Blanche en 1800, tous les présidents, à l'exception de Chester Alan Arthur (1881-1885) et de Donald Trump, ont eu des animaux avec eux à la Maison-Blanche. Theodore Roosevelt (1901-1909) était probablement celui qui en eut le plus : ours, lézard, cochon, blaireau, poules, perroquet, cochons d'Inde et une multitude de chiens et chats et William Howard Taft (1909-1913) avait une vache nommée Pauline, qui lui fournit du lait durant tout son mandat. Les animaux de compagnie présents à la Maison-Blanche furent assez vite médiatisés et connus des Américains, participant à la « mythologie » du lieu. Parmi les plus célèbres on peut citer Fala, le Scottish Terrier de Franklin D. Roosevelt (1933-1945), Punshinka, fille de la chienne astronaute soviétique Strelka, donnée en signe de paix par Nikita Khrouchtchev à John F. Kennedy (1961-1963), ou Barney, le scottish terrier de George W. Bush à qui le site Internet de la Maison-Blanche consacrera régulièrement des pages dédiées avec informations, photos et vidéos.
La recherche et l'arrivée à la Maison-Blanche du premier chien de la famille Obama, un chien d'eau portugais nommé Bo, provoqua un engouement médiatique et un important buzz sur Internet.

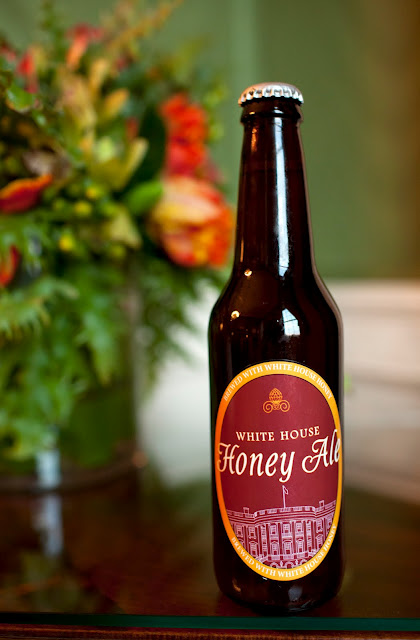

## Aliments produits à la Maison-Blanche
En mars 2009, Michelle Obama installe un potager sur la pelouse sud, chose qui n'existait plus depuis la présidence de Franklin D. Roosevelt. Elle installe aussi une ruche afin de produire son propre miel. Barack Obama fait brasser de la bière nommée White House Honey Ale, composée de miel venant des ruches de la Maison-Blanche. Pendant la campagne pour sa réélection, il dévoile la recette de cette bière.

## Dans les arts et la culture populaire
La Maison-Blanche est à de nombreuses reprises représentée à travers des thèmes artistiques tels que la littérature, le cinéma, etc..

## Photographe officiel
Le photographe officiel de la Maison-Blanche est Adam Schultz.